# Colores políticos

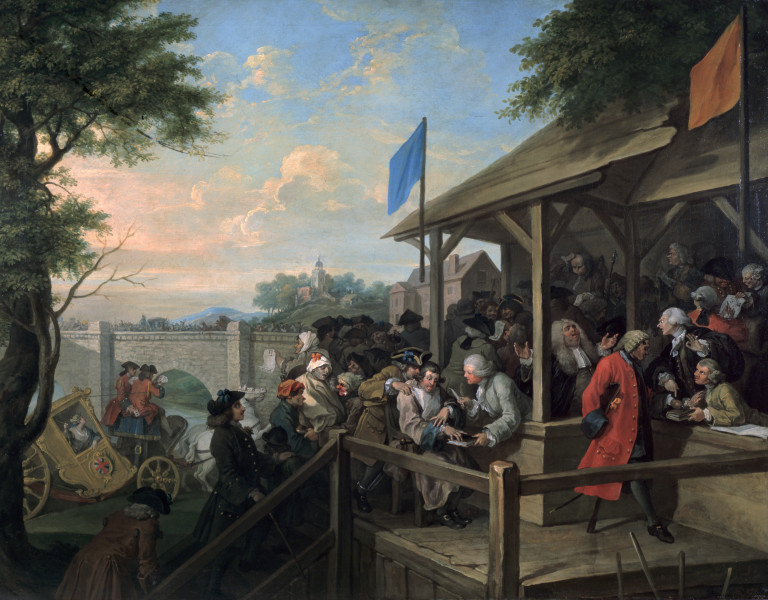
The Polling (La votación), cuadro de William Hogarth. Votación en el parlamento británico en 1754. Incluye una bandera azul representando a los Tories y otra naranja representando a los Whigs.

Los colores políticos son una serie de colores que, asociados a las diferentes ideologías políticas, se utilizan como signo y símbolo de identificación y como afirmación identitaria, en la mayor parte de los casos coincidente con el de las banderas o algún otro aspecto de la simbología política, particularmente el color de las camisas. No obstante, en ocasiones el uso de algunos colores coincide con ideologías políticas muy opuestas. También se asocian los colores políticos a otros movimientos muy ligados a la política, como los distintos movimientos sociales o la propugnación de distintos sistemas económicos.
Los colores como el azul y el rojo están entre los más empleados por su asociación a la derecha e izquierda política respectivamente. Tienen una tradición incluso más antigua que el propio origen del concepto de espectro político (izquierda-derecha) originado en la Revolución francesa, pues se incluían en una expresión muy extendida para designar las diferencias sociales: la oposición entre sangre azul y sangre roja. Por otro lado, la oposición de rojo y negro también ha sido muy utilizada con el mismo fin, como en el título de la novela de Stendhal, Rojo y negro, que se refiere a la oposición entre uniformes (simbolizando la Revolución) y sotanas (simbolizando el Antiguo Régimen).
Los colores también se utilizan simbólicamente en gran número de situaciones, caracteres, movimientos, asociaciones, equipos deportivos, etc. Aunque estos aspectos nada tuvieran que ver con la política, a veces se entremezclan.

## Amarillo

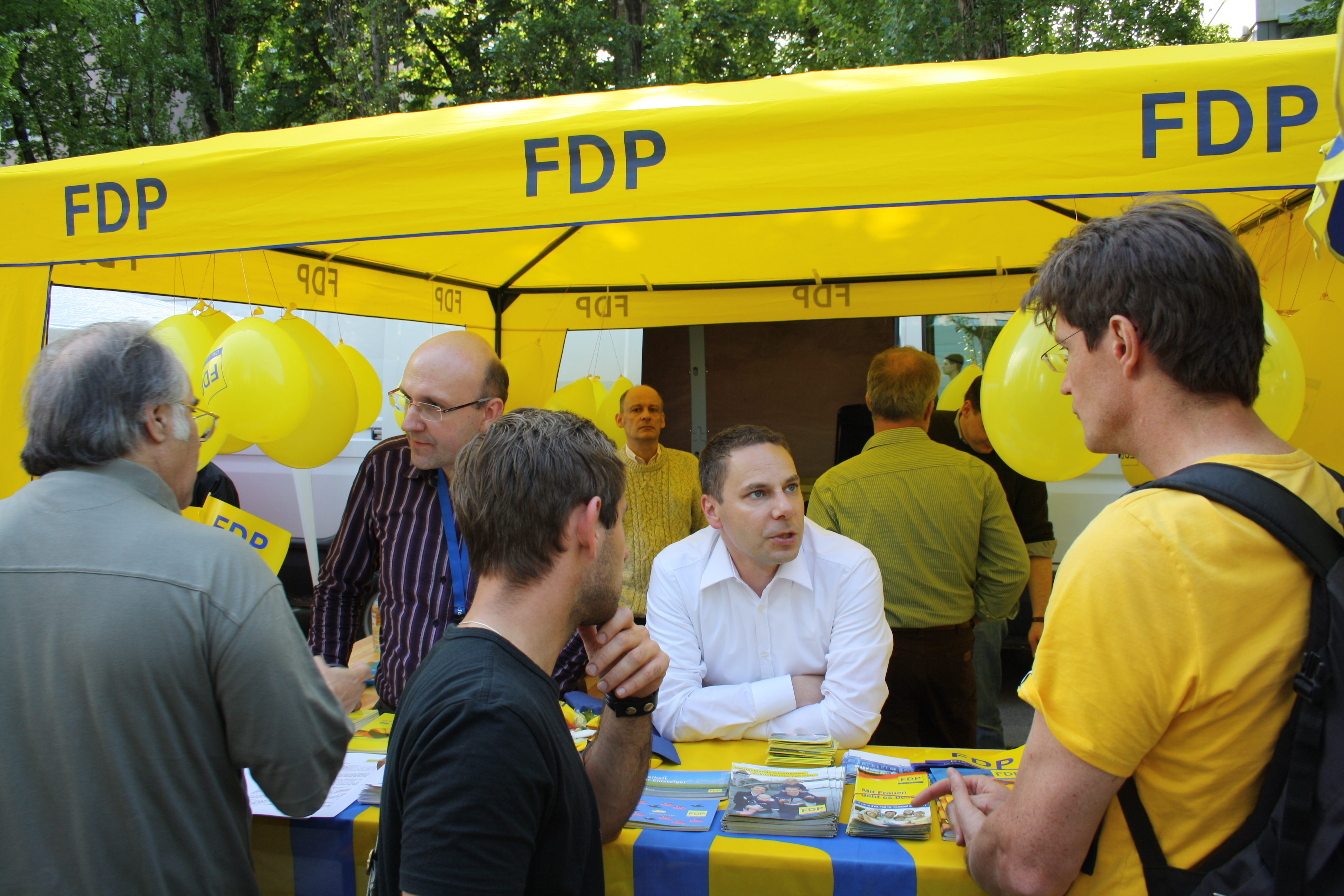
Stand del Freie Demokratische Partei (Partido Democrático Liberal de Alemania).

En la mayoría de los países europeos el amarillo se asocia a los partidos liberales y a los liberales libertarios incluyendo Renovar Europa y a los liberal demócratas. Los partidos liberales se caracterizan por ser partidos transversales, que no se encuadran en el espectro izquierda-centro-derecha, sino que tienen una ideología política liberal en política económica y, al mismo tiempo, tienen una política ligada a la defensa de los derechos civiles, de forma similar al Partido Demócrata en Estados Unidos.
También existe la expresión «hacer amarillismo» para los partidos que apoyaban al patrono en las huelgas. El sindicalismo amarillo surgiría en Francia en 1899. Sería fundado el primer sindicato de este tipo por un grupo de obreros contrarios a las huelgas y elegirían el color amarillo en contraposición al rojo de los sindicatos socialistas. Por estos antecedentes se califica de "amarillos" en modo peyorativo a quienes tienen posiciones vacilantes, especialmente entre simpatizantes de izquierda contra aquellos que se les percibe como "quintas columnas" de ese espectro político.

### Argentina
El color amarillo es usado por el partido de centro derecha Pro dirigido por Mauricio Macri. Este partido gobernó en la Argentina entre 2015 y 2019, en alianza con el radicalismo y la Coalición Cívica ARI.

### Birmania

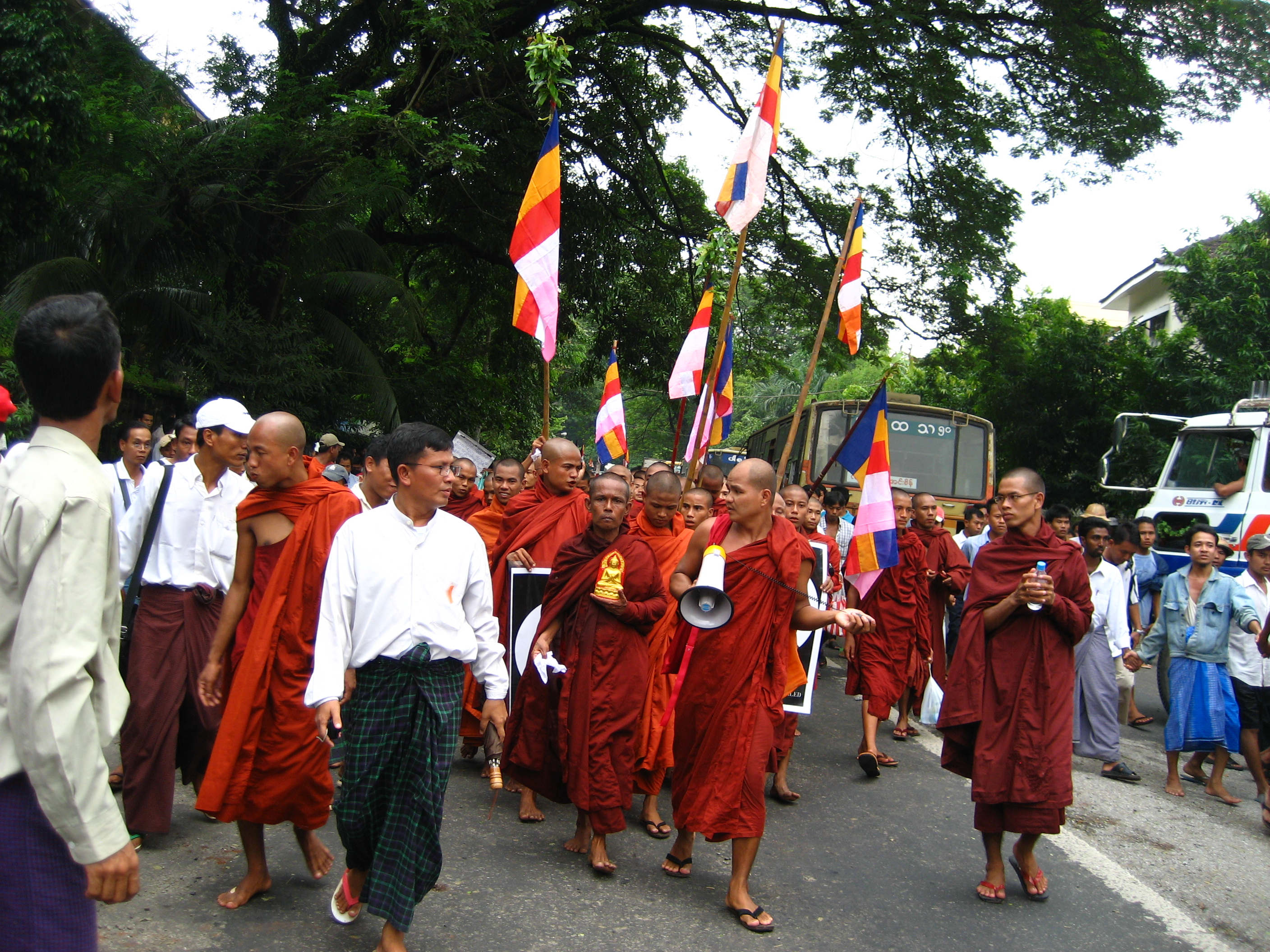
Protestas en Birmania en el año 2007.

En el budismo, de forma similar al hinduismo, el amarillo azafrán es el color representativo de esta religión debido a la vestimenta de los monjes budistas. En Birmania se produjeron en 2007 unas protestas antigubernamentales denominadas en su conjunto como «revolución azafrán», debido a que fueron los monjes budistas los que instigaron la revuelta contra el gobierno antidemocrático del país.

### Chile
En 2021 surgió el movimiento político Amarillos por Chile, liderado por el escritor y periodista Cristian Warnken, como una agrupación crítica con la Convención Constitucional y varias de las ideas plasmadas en el proyecto de constitución que elaboraba dicha instancia. Finalmente, llamaron a votar por el Rechazo en el Plebiscito del 4 de septiembre de 2022.

### Colombia
El amarillo representa en Colombia al Polo Democrático Alternativo. Supone una excepción a la mayoría de partidos de izquierda. La razón de esto es que el color rojo ya era usado por el Partido Liberal Colombiano (de ideología socialdemócrata), por lo tanto se eligió este color que está presente en la bandera del país y no es usado por ninguna otra fuerza política.

Logo del Polo Democrático Alternativo.

### Costa Rica
En Costa Rica el color amarillo se encuentra generalmente asociado al Partido Acción Ciudadana, uno de los mayores del país y de centro-izquierda, aunque su bandera formalmente tiene dos franjas una amarilla y otra roja divididas por una línea diagonal, la publicidad, página web, camisetas del partido y otros símbolos casi siempre usan el amarillo. El rojo se usa menos frecuentemente pues ya se asociaba antes al Movimiento Libertario, partido de derecha liberal. También el Frente Amplio, partido de izquierda, utiliza una bandera de color amarillo y este es el color frecuentemente usado por los sindicatos del ICE. El partido cristiano Restauración Nacional también utiliza el amarillo junto al azul como sus colores. El amarillo solía ser más prominente en su primera bandera (siendo un rectángulo amarillo salvo por un sol azul en la esquina), pero posteriormente mutó a una bandera de dos franjas. 

Bandera del Partido Acción Ciudadana.
Bandera del Frente Amplio.
Bandera de Restauración Nacional.

### India
El amarillo azafrán es también representativo del nacionalismo Hindú en la India (Hindutva) debido a que es el color predominante en la religión mayoritaria del país: el hinduismo. Aunque se desconoce el motivo, es posible que sea debido a que el color «amarillo azafrán» represente al fuego, muy importante en los rituales hindúes. La Saffronization (en español la azafranización) es un neologismo usado en India para referirse a la transformación de la India en una «nación Hindú» en perjuicio del resto de minorías religiosas del país. Por otra parte, la Saffron Brigade (la brigada azafrán) es el conjunto de personas y organizaciones políticas que promueven el nacionalismo hindú y está en contra de otras minorías religiosas que existen en la India.

### Judaísmo

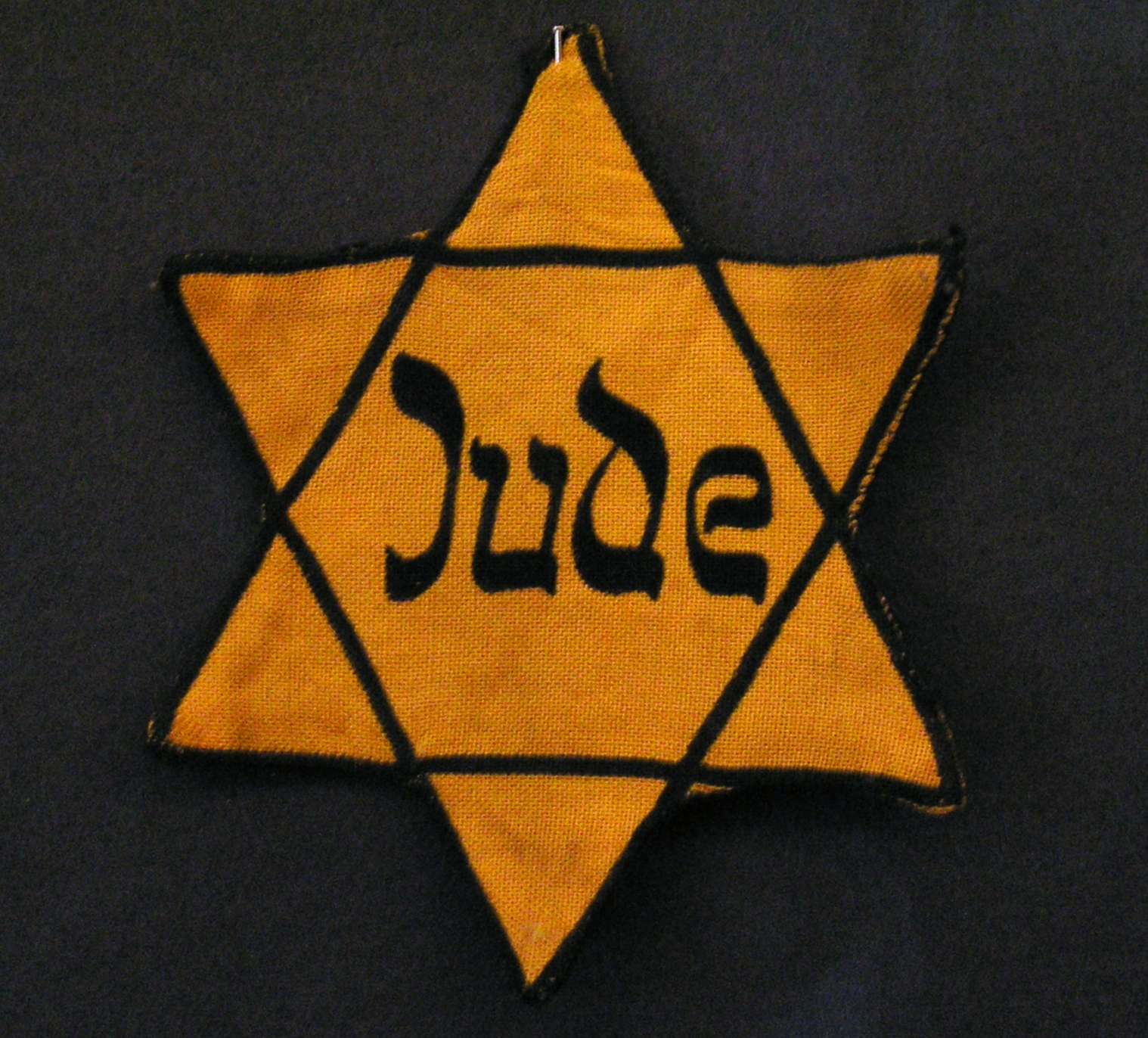
La insignia amarilla, también conocida como estrella amarilla, fue un símbolo segregativo y discriminatorio, impuesto en Alemania entre 1939 y 1945.

Aunque el color más representativo del judaísmo es el azul, el color amarillo le ha sido impuesto al judaísmo, posiblemente por ser un color fácilmente identificable para marcarlos (con atuendos o insignias) por ser minoría religiosa en cualquier país, tanto cristiano como musulmán. En el IV Concilio de Letrán en 1215 se decidió que en los países cristianos los judíos y los musulmanes debían distinguirse por su propio habitus (atuendo o ropa). En muchos casos se llegó al extremo de obligarles, concretamente a los judíos, a llevar algún tipo de elemento amarillo, como el sombrero amarillo. Aunque en algunos lugares de Europa se usó también el rojo y el blanco para diferenciar a los judíos.
A lo largo de la historia el antisemitismo persistió, sobre todo en Europa, y se manifestaría en su máxima expresión durante la Segunda Guerra Mundial. En los países ocupados por la Alemania nazi se obligaba a los judíos a portar una insignia amarilla con la apariencia de una estrella de David. Esto vino acompañado durante el transcurso de la guerra con privaciones de la libertad, vejaciones y la confinación en guetos de la población judía europea, a la que subsecuentemente se envió a campos de concentración y de exterminio. El resultado de ello fue lo que se conoce como holocausto judío.

### México
En México el Partido de la Revolución Democrática es un partido de centroizquierda progresista que usa el amarillo en vez del rojo, como suele ser normal en los partidos comunistas o socialdemócratas.
Anteriormente, en los años 1920 y 1930 los camisas doradas fueron un grupo antisemita pronazi que estaban vinculados a Acción Revolucionaria Mexicanista. Surgieron debido a la proliferación de población judía en las ciudades mexicanas. Este aumento de los extranjeros en México chocaba con la política nacionalista del gobierno de entonces.

### Perú
En Perú el amarillo representa al Partido Solidaridad Nacional, partido de centroderecha presidido por el exalcalde de Lima Luis Castañeda Lossio.

### Reino Unido

Estandarte Real de Escocia hasta 1603.

En el Reino Unido, concretamente en Escocia, el color del Scottish National Party (Partido Nacional Escocés) es el amarillo, debido a que es el color predominante en el escudo de Escocia —heráldicamente el color o esmalte del escudo es en realidad en «oro»— y de su estandarte real que empezarían a utilizarse en el siglo XII durante el reinado de Guillermo I de Escocia. El partido fue fundado en 1934 por John MacCormick y busca la independencia de Escocia del Reino Unido. Curiosamente aúna en su ideología nacionalismo y socialdemocracia. Por tanto, supone una excepción entre los partidos socialdemócratas que emplean mayoritariamente el color rojo.

### Suecia
En Suecia es el color del partido de ultraderecha Demócratas de Suecia, algo inusual en los partidos de esa ideología.

### Venezuela
En Venezuela el amarillo es color que durante muchos años identificó al partido Unión Republicana Democrática, y que desde finales del siglo XX y en combinación con el color negro identifica al partido Primero Justicia (PJ) que se define como “progresista-humanista”. También se identifica con este color el partido Proyecto Venezuela en alusión a su simbología con el sol.

## Azul

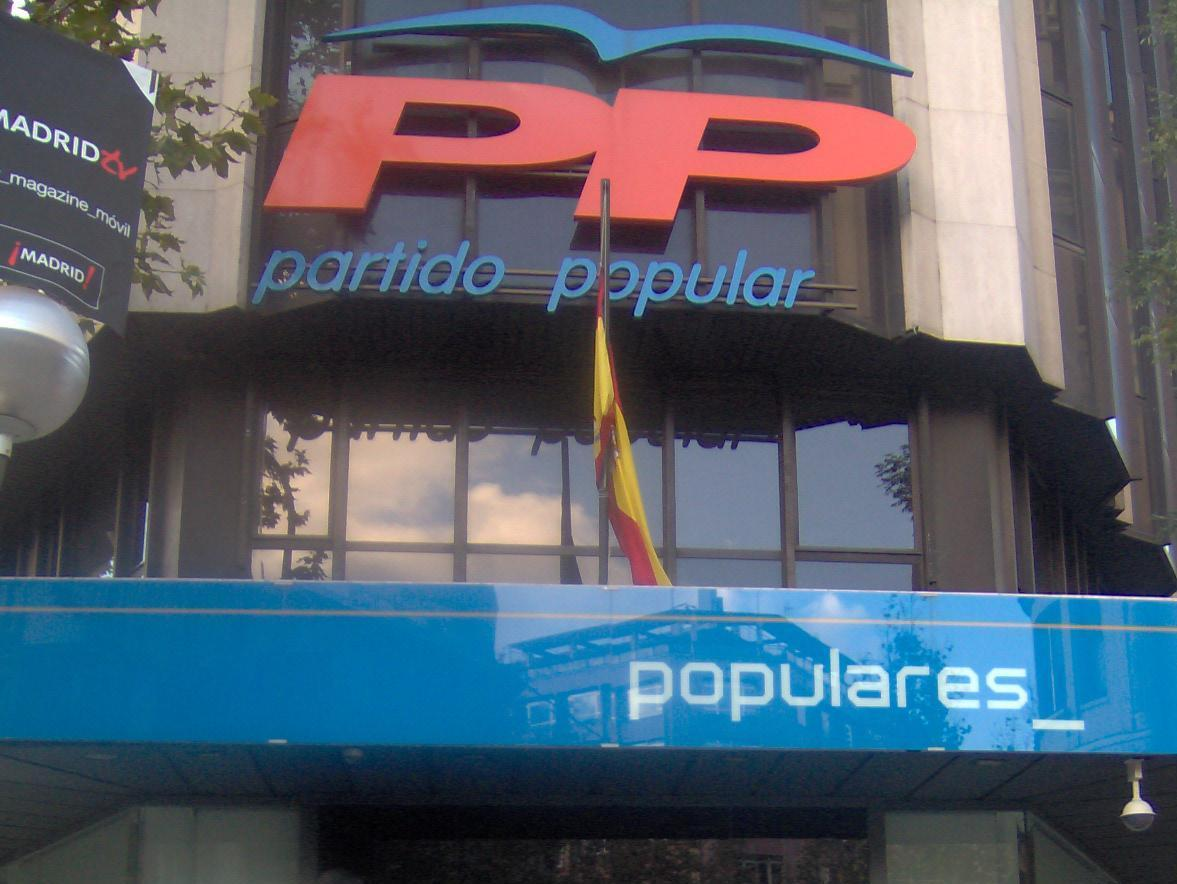
Sede del Partido Popular. Se puede ver el lema populares en un fondo azul.

Se asocia generalmente este color a la derecha política. El Partido Popular de España, el Partido Conservador de Colombia o el Partido Conservador del Reino Unido, entre otros muchos partidos de idéntica ideología lo usan. No obstante, el naranja es también un color recurrente para este tipo de partidos, llamados neoliberales o democristianos.
El hecho de que el azul sea considerado el color de los partidos políticos de ideología conservadora, se remonta al Siglo XVII cuando los tories lo usaban como color político en el Reino Unido, el primer país que adoptó la monarquía parlamentaria.
Sin embargo, en la revolución francesa el azul comenzó siendo un «color republicano, que se oponía al blanco monárquico y al negro del partido clerical». Sería desplazado a la derecha por la influencia del azul de los tories británicos y por la división del parlamento francés formado entonces por republicanos, unos moderados, los que se sentaban a la derecha y otros más radicales que se sentaban a la izquierda —de donde surgirían los términos izquierda y derecha política—. Los más radicales pronto desplazarían el azul a la «derecha» adoptando ellos paulatinamente el rojo.

### Camisas azules

Bandera de los blueshirts irlandeses.

Con independencia de utilizaciones anteriores, desde los años treinta el color azul se vincula al nacionalsindicalismo, por el color azul mahón de las camisas azuis del Movimento Nacional-Sindicalista portugués que fue fundado en 1932, un año antes que la Falange Española. La Falange adoptó parte de sus distintivos, entre ellos las camisas azules.
Otros partidos cercanos al fascismo utilizaron el color azul, como los blueshirts en el ámbito anglosajón (Reino Unido, Irlanda, Canadá y Estados Unidos). En China también existió la Sociedad de Camisas Azules vinculada al Kuomintang en los años treinta, inspirada parcialmente en el fascismo europeo. Lo usaron también en Francia el Mouvement Franciste (Movimiento Francista) y Solidarité Française (Solidaridad Francesa).

### Costa Rica
El azul fue el color de la bandera usada por el Partido Unión Nacional de ideología liberal que llevó a la presidencia a Mario Echandi en 1958 con apoyo del calderonismo. En la década de los cuarenta, los calderonistas usaban una bandera de tres franjas de colores rojo, azul y amarillo y, tras la fundación del Partido Unidad Social Cristiana, continuador de la tradición calderonista, éste usó una bandera similar, pero con los colores rojo y azul solamente. Actualmente, se identifica al PUSC con el color azul, aun siendo un partido de ideología socialcristiana.

### España

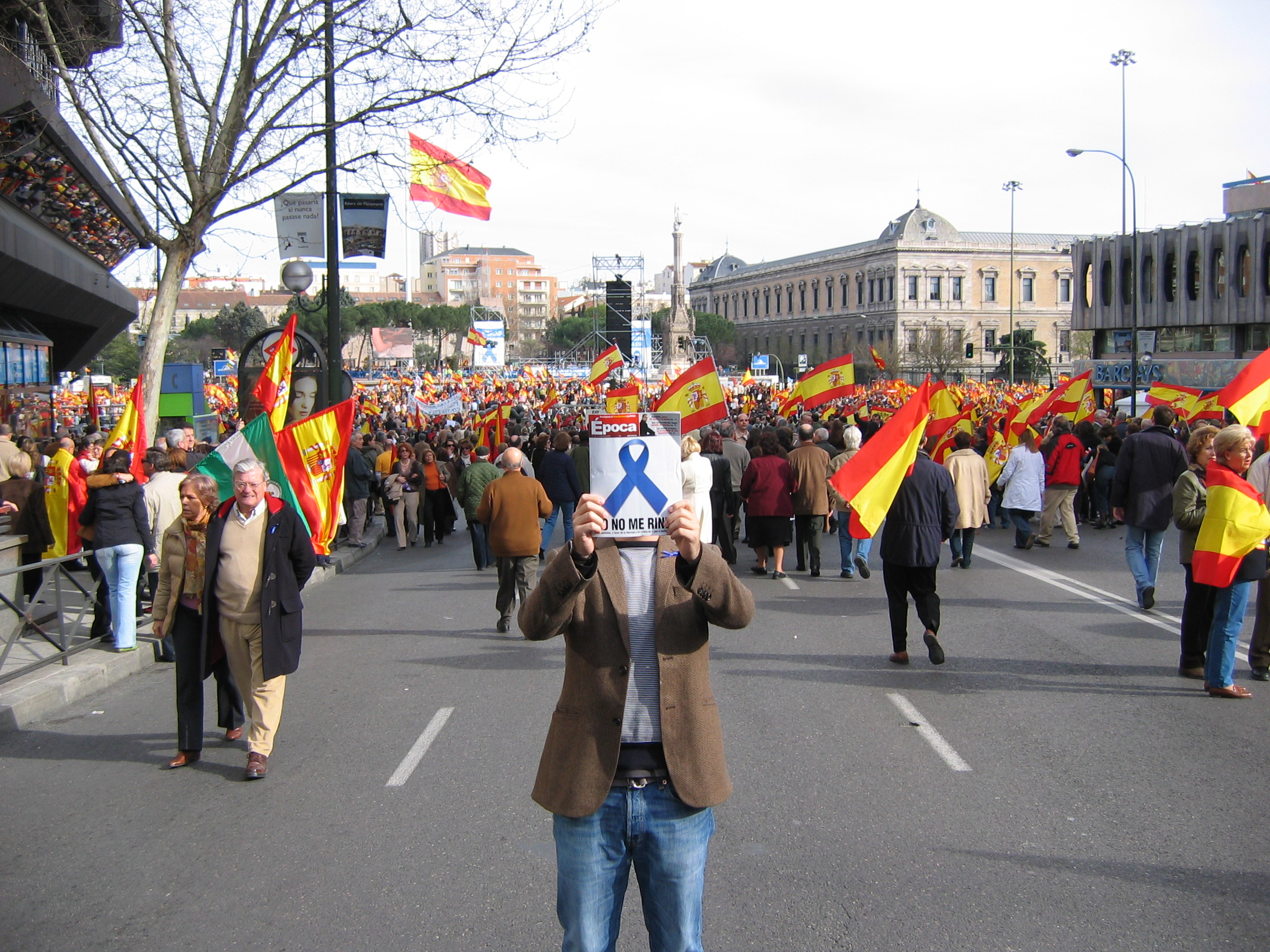
Manifestación contra el gobierno español durante la tregua de ETA el 10 de marzo de 2007.

Aparte del uso de la camisa azul, este color dio nombre también a la División Azul, formada por voluntarios falangistas y que participaría en la Segunda Guerra Mundial apoyando a la Alemania nazi.
Más adelante, en 1993, como protesta por el secuestro de Julio Iglesias Zamora por parte de Euskadi Ta Askatasuna (ETA), la coordinadora Gesto por la Paz de Euskal Herria llamó a utilizar tiras de tela azul sujetas por un imperdible para reclamar su liberación y expresar el rechazo a ETA. El lazo propuesto originalmente por Gesto por la Paz tenía forma de A (inicial de Askatu, liberar en vasco), aunque también se utilizaron lazos en forma de bucle. Gesto por la Paz volvió a pedir el uso del lazo azul como protesta contra los siguientes secuestros de ETA. En 2007, dirigentes del Partido Popular llamaron a utilizar el lazo azul como protesta por la política penitenciaria del gobierno del Partido Socialista Obrero Español, lo que fue desaconsejado por Gesto por la Paz, que instaba a mantener el carácter unitario del símbolo.

### Estados Unidos de América
El Partido Demócrata utiliza el color azul. Su posición más a la izquierda o a la derecha del Partido Republicano ha variado históricamente, siendo considerado en la actualidad el principal partido de izquierda, pero de ideología socioliberal (en política económica como el seguro social universal o el incremento de impuestos que pueden considerarse intervencionistas), lo cual contrasta con el resto del mundo coincidente en la mayoría de los casos que los partidos de izquierda/centroizquierda utilizan el color rojo.

### Judaísmo

Bandera del Estado de Israel.

Aunque el mundo se ha empeñado en señalarles con el color amarillo, el color del judaísmo es en realidad el azul, debido a que en la tradición hebrea este representa la divinidad, ya que es el color del cielo y el mar. El color se puede apreciar tanto en la estrella de David como en la bandera de Israel, que en su día fue la bandera del movimiento sionista hasta la creación del país.
La bandera se basó en el talit, un atuendo que se ponen sobre la cabeza los judíos a la hora de rezar, suele ser blanco con rayas negras (talit gadol) como señal de luto por la destrucción del Templo de Jerusalén, con rayas azules que representan la pureza o con rayas de oro que representan la gloria de Dios.

### Imperio bizantino

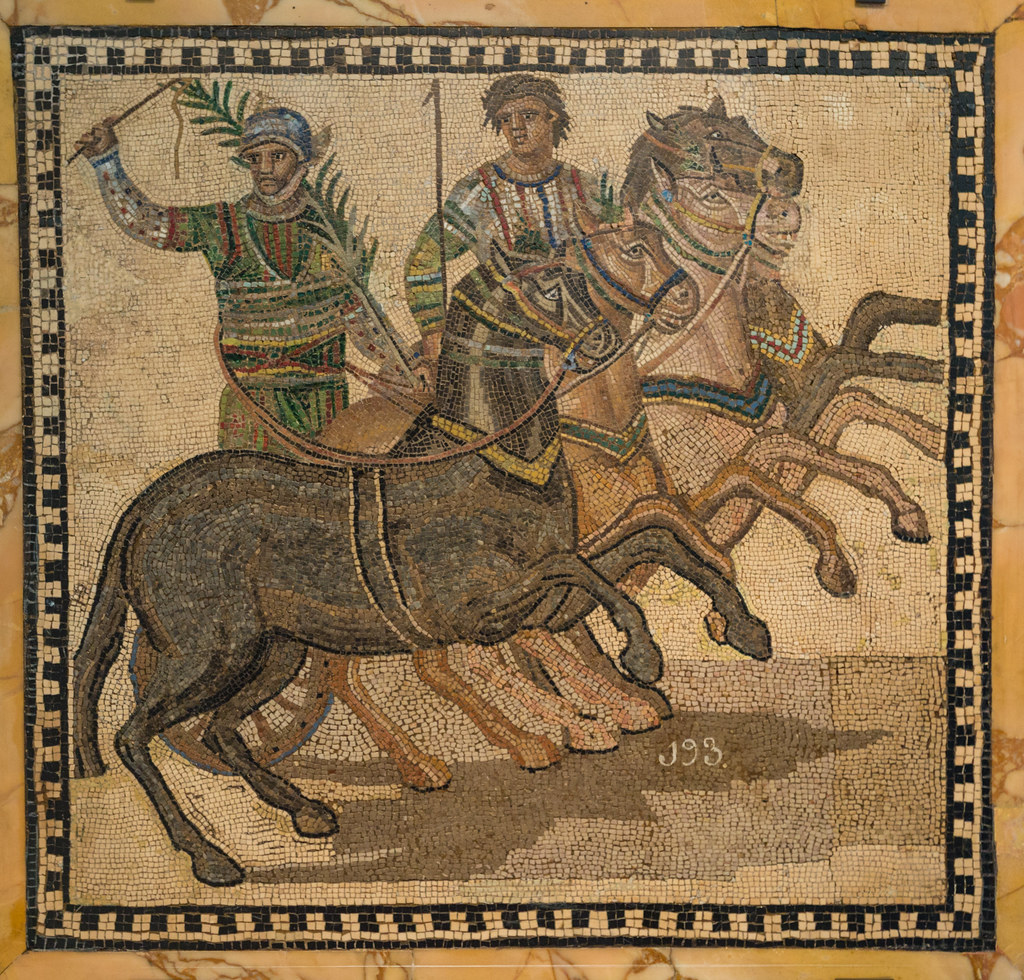
Mosaico que representa a un campeón de cuadriga romano.

En el imperio romano existían cuatro equipos de cuadrigas que competían en los circos romanos: la roja (russata), la blanca (albata), la azul (veneta) y la verde (prasina). De estos, solo quedarían los dos últimos: el azul y el verde y sus respectivos partidarios eran los azules (venetoi) y los verdes (prasinoi). Con la desintegración del Imperio romano de Occidente estos equipos seguirían disputándose el liderazgo en los circos del Imperio bizantino. Con el tiempo cada facción no solo representó una oposición deportiva, sino también una oposición política y religiosa.
Los azules eran acérrimos católicos y solían representar a la clase terrateniente y la antigua aristocracia grecorromana, afirmaban su ortodoxia teológica al apoyar el Concilio de Calcedonia —también se les llamaba calcedonios—. Fueron favorecidos por el emperador Justiniano I, ferviente venetoi, durante su reinado.

### Rumania
En Rumania, los Lăncieri fueron el primer movimiento en adoptar camisas de color azul en los años 20 y 30 del siglo XX, a imitación de las camisas negras del fascismo italiano. Era un grupo violento del que se separó como grupo la Guardia de Hierro, que optó por las camisas verdes.

### Taiwán
En Taiwán la Coalición pan-azul es una alianza de partidos herederos de la ideología capitalista y nacionalista del Kuomintang fundado en 1911, pero que aún pervive en Taiwán. Propugna la reunificación con China y las buenas relaciones económicas con la República Popular China a pesar de ser contrarios a la ideología de ésta. Se oponen a la Coalición pan-verde que busca la independencia de China.

### Venezuela
En Venezuela, el color azul representa a varios partidos políticos que nada tienen que ver con la ideología conservadora o democristiana como son Patria Para Todos de ideología socialista, Causa Radical usa el azul celeste junto al verde lima siendo un partido laborista, la coalición Mesa de la Unidad Democrática que amalgama a una serie de partidos socialdemócratas hasta liberales usa también el amarillo en contraposición al Gran Polo Patriótico. El socialdemócrata Avanzada Progresista lo usa junto al naranja y el socialdemócrata Un Nuevo Tiempo lo usa junto al rojo y al blanco. También usaba el color azul el Movimiento de Integridad Nacional (MIN), partido fundado por Renny Ottolina.

### Ejércitos azules

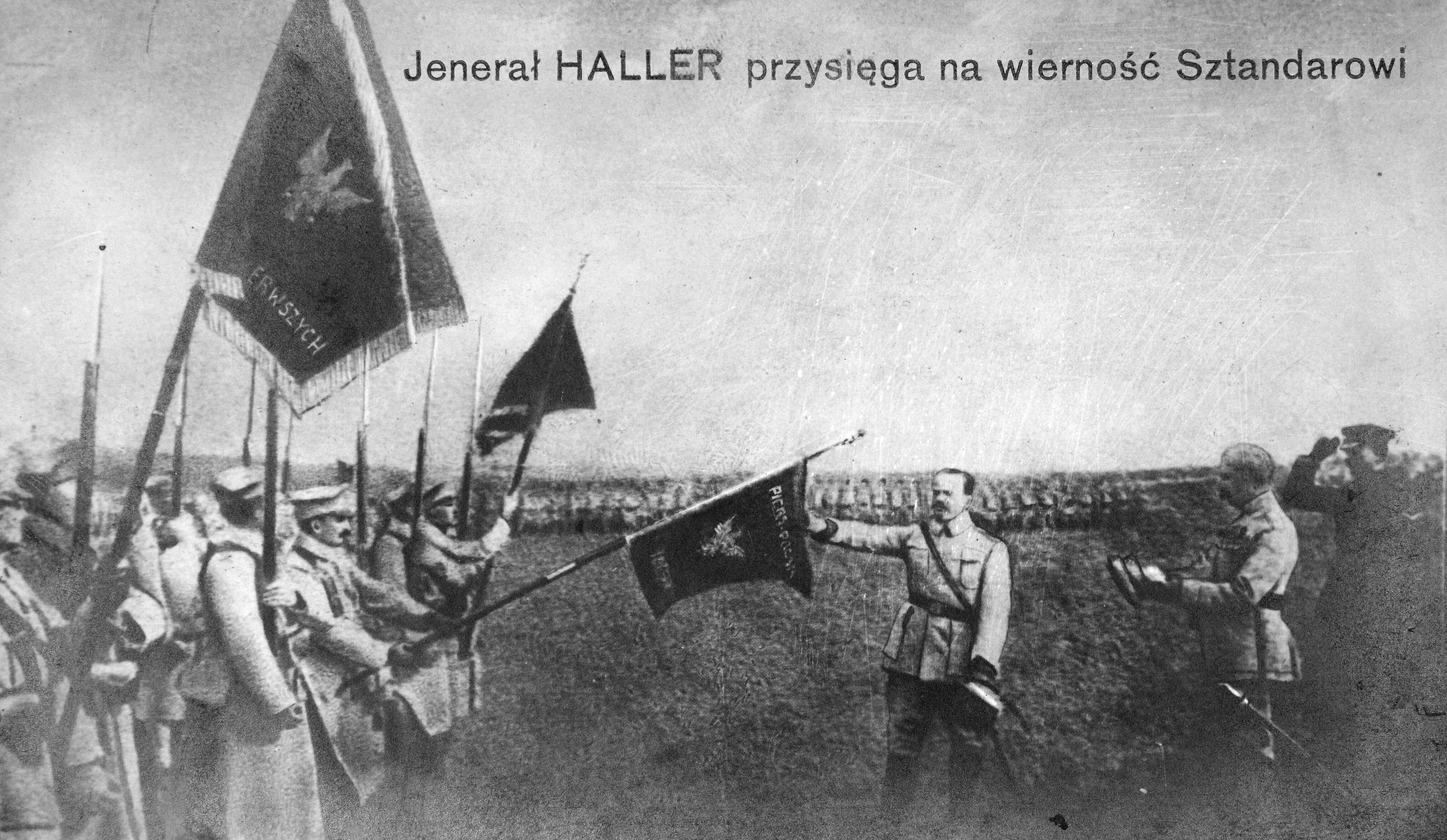
El general polaco Józef Haller con su Ejército Azul.

En la guerra polaco-soviética de 1919 a 1921, Francia facilitó la llegada del Ejército Azul de voluntarios polacos a Polonia para luchar por la independencia de su país, que peligraba por las pretensiones de Lenin de expandir el comunismo por Europa, ya que Polonia era el puente entre la recién creada Unión Soviética y la revolución alemana. Este ejército luchó anteriormente en la Primera Guerra Mundial en el bando aliado. Su nombre se debe únicamente al color azul de los uniformes de sus soldados, pero su contraposición al rojo soviético le otorgó un simbolismo de resistencia frente al invasor.
Paralelamente surgió la rebelión de Tambov en pleno corazón de Rusia desafiando a los bolcheviques y también se conoció a este ejército como azul o verde, presumiblemente elegido este color en contraposición al rojo del Ejército soviético.

### Instituciones internacionales
Varias organizaciones internacionales utilizan el color azul en sus banderas y como color identificativo, como las Naciones Unidas y sus agencias (UNICEF, FAO, Unesco, etc.); la OTAN (donde simboliza el color del Océano Atlántico) y la Unión Europea. En estos últimos casos, la oposición durante la guerra fría al bloque comunista (que utilizaba el color rojo) era ampliamente utilizada a la hora de colorear las representaciones cartográficas de distintos hechos interpretables políticamente (frente a sus rivales en alianzas militares como el Pacto de Varsovia o económicas como el COMECON).

Bandera de la Unión Europea.
Bandera de la OTAN.

#### Naciones Unidas
El color azul es usado por la ONU en misiones de paz; aparece en su bandera y en las boinas de los militares enviados por la ONU a países en guerra o en conflicto para acabar con un enfrentamiento político o intentar proteger a la población civil, entre otros objetivos humanitarios.

Bandera de las Naciones Unidas.
Bandera de la Unesco.

## Blanco

Bandera blanca con tres flores de lis utilizada por los monárquicos durante la revolución francesa.

El color blanco en política está asociado al movimiento monárquico. Proviene del Pabellón real de Francia. El blanco era el color del estandarte de Juana de Arco con tres flores de lis, que lo adoptó como emblema de su virginidad. Pronto quedaría asociado a lo divino y a Dios por su relación con ella, por lo que Luis XIII de Francia quiso consagrar su reinado a Dios cambiando el pabellón azul con las tres flores de lis por el blanco.
En contraposición, la bandera tricolor (azul, blanca y roja) se convirtió en la insignia de la revolución francesa, tanto en 1789 como en las sucesivas revoluciones de principios del siglo XIX. El tricolorismo también se asociaría a lo republicano en España, pero con los colores: rojo, amarillo y violeta.
Tras la revolución rusa de octubre de 1917, se produjo una guerra civil entre el ejército rojo y los denominados blancos que englobaba a los monárquicos, que defendían el zarismo junto a otros reaccionarios contra el bolchevismo. También se dio una situación similar entre rojos y blancos en la guerra civil finlandesa.

### Argentina
En Argentina el color es usado por la Unión Cívica Radical como identificador («Boinas Blancas»).

### Italia
En Italia este color junto al rojo representa a los partidos católicos (Partiti cattolici), ya que el blanco del blasón del partido está en plata (blanco) y la cruz en gules (rojo).

### Reino Unido

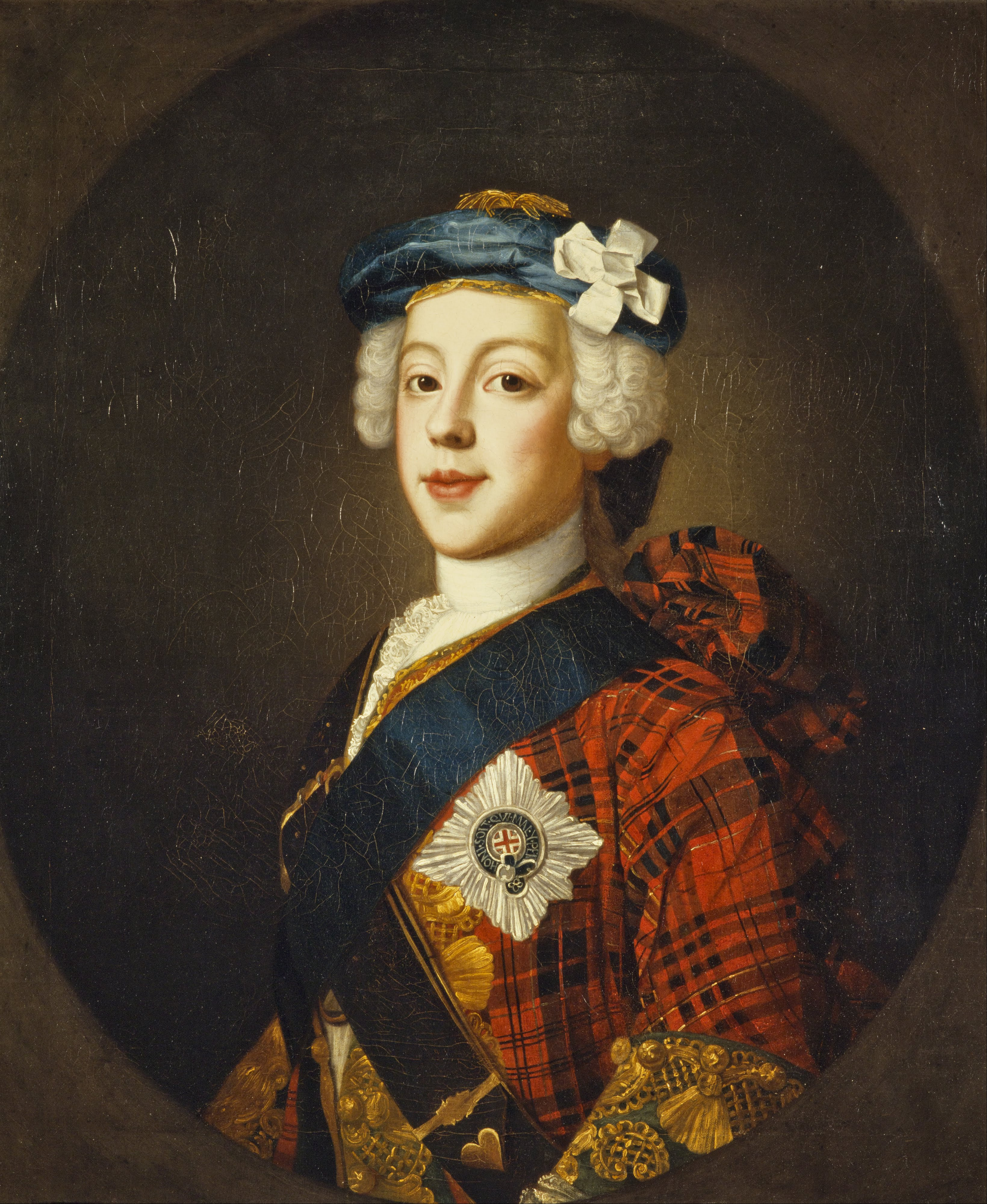
El príncipe Carlos Eduardo Estuardo con la cucarda blanca en su gorro.

Tras la gloriosa, la rebelión que expulsó al rey Jacobo II del trono inglés, se formó un nuevo movimiento político llamado jacobismo que buscaba la restauración de la dinastía Estuardo en el trono inglés y escocés como la vuelta del catolicismo al reino. Los jacobitas llevaban una cucarda blanca (White cockade) como signo de su lealtad a la dinastía de los Estuardo.
«Durante el trascurso del Levantamiento jacobita de 1745, el príncipe Eduardo se puso una rosa blanca en su gorro como símbolo de rebelión». Este gesto inspiró una poesía de Robert Burns e incluso una canción —The White Cockade Song— que pudo componerse durante el mismo levantamiento, aunque no se sabe con certeza debido a la falta de fuentes. De hecho, en el primer día de la guerra de Independencia de Estados Unidos se tocó esta canción como símbolo de rebelión contra Reino Unido emulando el gesto del príncipe Eduardo.

### Uruguay

El blanco es color predominante en el escudo del Partido Nacional.

En Uruguay, blancos es el apodo que se les da a los integrantes del Partido Nacional, ya que originalmente se le conoció como partido blanco. Esto se debió a que se identificaban por divisas blancas (ponchos) y actualmente la bandera del Partido Nacional uruguayo se compone de una franja blanca y una franja celeste.

### Venezuela
En Venezuela el blanco es color que identifica al partido socialdemócrata y miembro de la Internacional Socialista Acción Democrática. Por tal razón, su lema durante el siglo XX era Vota blanco.

### Pacifismo
El blanco también se asocia a la rendición en periodos bélicos o al movimiento pacifista. Se tiene constancia de que ya «desde la Guerra de los cien años en los siglos XIV y XV se enarbolaba una bandera blanca para pedir el cese de las hostilidades».

## Gris

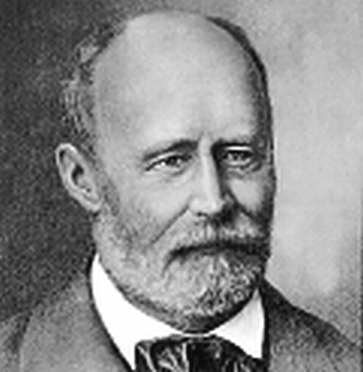
Paul Anton de Lagarde.

El gris fue el color elegido por el político y escritor alemán Paul de Lagarde como el color de los liberales en el siglo XIX, lo que denominó como la «Internacional Gris», aunque de forma peyorativa. Lagarde estuvo en el Deutsche Konservative Partei (Partido Conservador Alemán) o DKP, criticó duramente a los liberales y tenía un profundo sentimiento antisemita que décadas después se transmitiría al partido nazi.
En el mismo país era utilizado por el partido Die Grauen – Graue Panther (Los grises – Pantera gris). Era un partido político que existió de 1989 hasta 2008 y que defendía los intereses de las personas de la tercera edad y la estabilización del plan de pensiones del Estado. Desapareció por problemas de corrupción.

### Camisas grises
En Sudáfrica, en las décadas de 1930 y de 1940, existió un movimiento simpatizante del nazismo que utilizaba camisas grises (en inglés: Greyshirts y en afrikáans: Gryshemde). Comenzó como un movimiento paramilitar y acabó siendo un movimiento político antisemita.
En Estados Unidos existieron las camisas plateadas (en inglés: silvershirts) y fueron los integrantes de la Legión de Plata. Este grupo era un movimiento cercano a la ideología fascista y se fundó en 1933. Se extinguió en 1941, tras el ataque a Pearl Harbor por parte de Japón.

### España
En España está asociado a la policía del franquismo —Cuerpo de Policía Armada y de Tráfico de España— denominada los grises por el color de su uniforme y que pasó a vincularse como un símbolo de represión. En la transición se optó por cambiar el color por el marrón como estrategia de imagen para desvincularla de los uniformes de la policía franquista, al tiempo que se cambiaba de nombre (Cuerpo Nacional de Policía de España).

### Estados Unidos de América
Está también asociado históricamente con los Estados Confederados de América por el gris de los uniformes confederados durante la guerra civil estadounidense. El uniforme color gris fue decretado en 1862 por Jefferson Davis para el ejército confederado con el fin de diferenciarse del ejército de la Unión. Esto fue debido a que en las batallas iniciales se creaban a menudo confusiones a causa de los uniformes de ambos bandos, que eran precisamente los mismos del ejército de Estados Unidos de color azul oscuro y gris cadete. De este modo el ejército de la unión fue eliminando el gris cadete de algunas unidades que aún lo usaban y el confederado tuvo que homogeneizar su uniforme para que todos fueran de color gris.
Se decidió este color simplemente por las facilidades que ofrecía. Era el más barato al no tener que emplearse tintes, lo cual, era de vital importancia para una nación recién emancipada, y sin la industria y potencial económico de su adversario del norte. Los uniformes en la mayoría de los casos tenían distintas tonalidades de grises e incluso grises azulados debido a que eran manufacturados por las madres de los soldados en casa de forma diferente, en lugar de hacerse de manera industrial.

## Marrón

### Camisas pardas

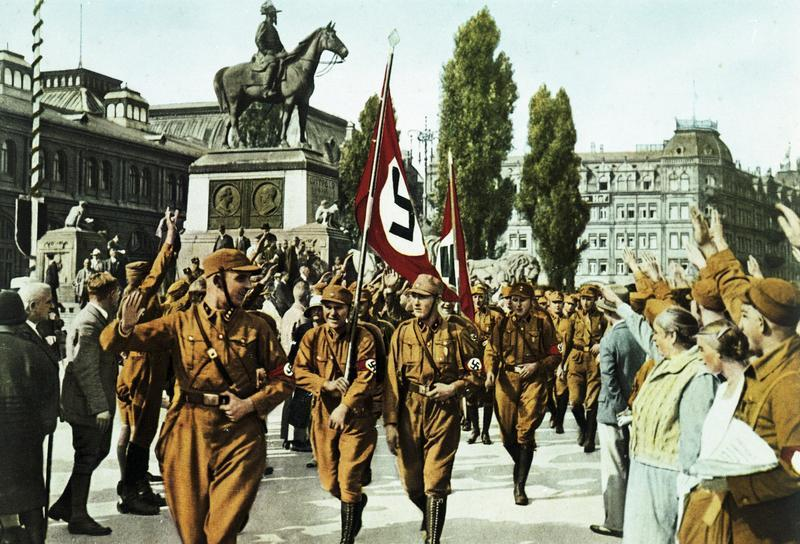
Milicia (Stürme) de las SA, visten una camisa parda o Braunhemd.

El marrón o pardo se asocia al nazismo por ser el color utilizado por las SA (Sturmabteilung o tropas de asalto en español) en sus camisas. Esta elección fue debida más a una solución pragmática que a una causa simbólica, ya que, tras la Primera Guerra Mundial, quedó un gran lote a bajo coste de camisas de color pardo para las tropas que, en principio, iban destinadas a África, pero que con el fin de la guerra no fueron empleadas y sirvieron como uniforme de las SA.
Los uniformes fueron empleados en un principio por las SA de Austria por estar ya los uniformes en el país. En las SA austríacas se le daría a las camisas pardas (o Braunhemd) una distinción especial simbolizando la defensa de la unión nacional —entre Alemania y Austria— y, a su vez, para distinguir los uniformes grises de otras organizaciones. Sin embargo, en 1924 las SA de Alemania los adquirieron también, ya que, tenían la ventaja de ser baratas y fáciles de confeccionar, por lo que finalmente en noviembre de 1926 se introdujo oficialmente y se conservó como uniforme básico para las SA de ambos países. Pronto el color pardo quedaría asociado al nazismo, incluso tras la destrucción de las SA en la noche de los cuchillos largos. La toma del poder por los nazis en 1933 llegó a ser denominada como la Revolución marrón. La sede central del Partido Nazi era la llamada «Casa Parda» de Múnich, recibiendo dicho nombre por el color de los uniformes del partido.
El color se siguió utilizando para representar a partidos neonazis posteriores, aunque extraoficialmente, como es el caso del partido alemán La Patria en los gráficos estadísticos y periodísticos. El partido belga de extrema derecha Vlaams Belang suele identificarse con el color pardo por los medios de comunicación.

## Naranja

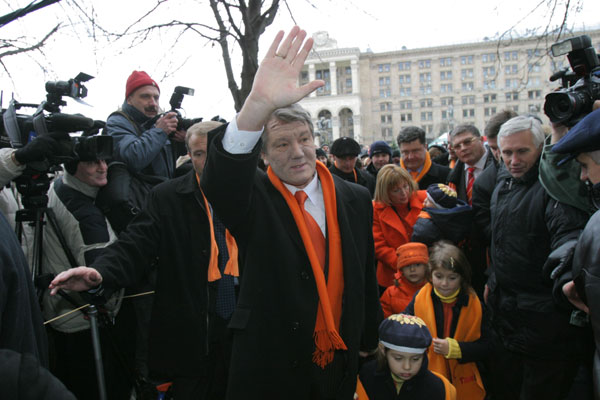
Víktor Yúshchenko durante la Revolución Naranja en Ucrania.

El naranja es un color de poca identidad vinculada a un mismo ideal político, ya que el naranja es utilizado por ideologías de variada índole y con un fuerte significado y arraigo en el tiempo, como es el caso de los unionistas en Reino Unido e Irlanda y los monárquicos en los Países Bajos. Sin embargo, se podría decir que mayoritariamente en Europa y en otros muchos países occidentales se representa a los partidos democristianos con este color.
Siguiendo el ejemplo de la Revolución Naranja de Ucrania, numerosos grupos y organizaciones han adoptado el naranja como color representativo en Oriente Próximo (Líbano, los Territorios Palestinos, Egipto y Baréin) donde se ha empleado por movimientos y partidos prodemocracia.

### Alemania
En Alemania el color naranja representa al Partido Pirata de Alemania creado a semejanza del Piratpartiet sueco (que usa el violeta como color político). Propugna la reforma de las leyes de propiedad intelectual e industrial, incluyendo el copyright y las patentes.

### Argentina
En Argentina es usado por el Partido Humanista, de centro-izquierda. También fue utilizado por los sectores que se oponían a la promulgación de la Ley de matrimonio igualitario que permite a personas del mismo sexo contraer matrimonio. De estos sectores surgió como movimiento la agrupación política denominada Corriente Naranja.

### Canadá

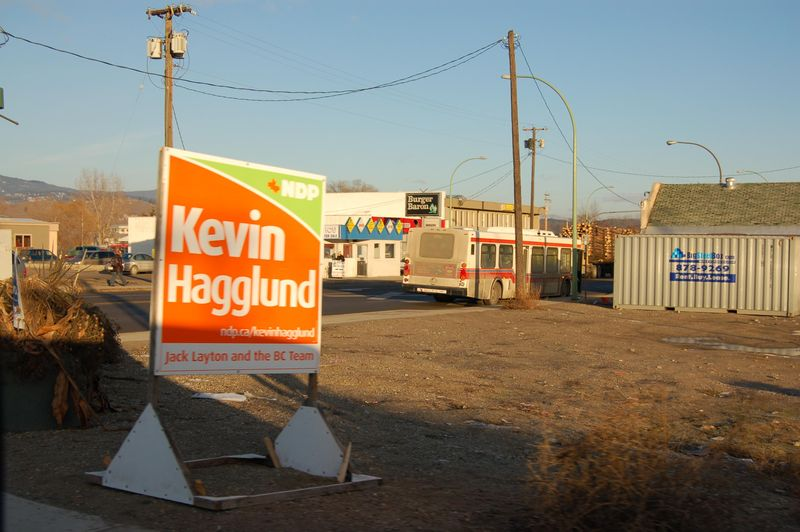
Cartel del New Democratic Party en un pueblo de Canadá.

En Canadá, el New Democratic Party (Nuevo Partido Democrático) es una excepción dentro de los partidos socialdemócratas, el cual, en lugar de usar el rojo, usa el naranja, que en Occidente es más típicamente democristiano y conservador. Del mismo modo, el naranja es el color del partido provincial izquierdista Québec solidaire.

### Chile
En Chile, los colores naranja representan al Partido Humanista de Chile y al Partido Liberal.

### Colombia
En Colombia, la campaña de Juan Manuel Santos a la presidencia empleó por un tiempo el color naranja. Se continúa representando al Partido de la U con este color, a pesar de que Santos cambió este color por los colores rojo, amarillo, verde y blanco. De este modo, los votantes protagonizan marchas naranjas y los medios colombianos siguen usando el naranja para representar a este partido en contraposición al verde del Partido Verde. En sus inicios, el Partido de la U fue el principal grupo del uribismo, una disidencia del Partido Liberal Colombiano que favorecía algunas medidas conservadoras.

### Costa Rica
En Costa Rica el color naranja era característico del partido de izquierda Fuerza Democrática, cuya bandera era totalmente naranja y su mascota era una naranja con cara. A raíz de esto el partido capitalizó la publicidad de «dele un naranjazo al bipartidismo» y llegó a ser conocido como «El Anaranjado» más popularmente que como su nombre formal, Fuerza Democrática. Actualmente lo utiliza el Partido Liberal Progresista, de ideología liberal.

### España

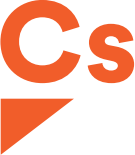
Logo de Ciudadanos presentado en 2015.

También el naranja es utilizado por el partido socioliberal y europeísta Ciudadanos-Partido de la Ciudadanía. Este partido, originario de Cataluña, nació como protesta al nacionalismo catalán en la región y para defender de algún modo la cultura castellana en la educación y en otros ámbitos de dicha comunidad autónoma. Más tarde, dio el paso a nivel nacional y se ha convertido en una alternativa para el voto conservador y socialdemócrata, aunque ellos se autodefinen como centro y como liberal progresistas. En la Comunidad Valenciana, este color forma parte de la imagen corporativa del BLOC Nacionalista Valencià, que lo usaría como representativo del nacionalismo valenciano por la importancia que la fruta de la naranja ha tenido en la huerta y economía de esta zona de España.
El Partido Popular de España cambió para la campaña electoral de las municipales del año 2007 de color predominante, del azul (en principio más conservador) al naranja (más joven y dinámico, ligado a movimientos más moderados). Además que el naranja es el color predominante de los partidos democristianos en el resto de países europeos. El hecho de este cambio vino tras la famosa Revolución Naranja en Ucrania, llevada a cabo por Víktor Yushchenko contra el fraude electoral. Sin embargo, el PP progresivamente ha vuelto al azul y ha reservado el naranja para el color de las letras de los eslóganes o para fondos que se combinan con el azul y el blanco, donde vuelve a predominar el azul de nuevo.

### Hungría
El naranja es el color asociado al conservador Fidesz-Unión Cívica Húngara.

### Irlanda

Bandera de la Orden de Orange.

En Irlanda el color naranja representa a los protestantes de la isla y con ellos al unionismo, postura por la cual se propugna la unión de la totalidad de Irlanda con el Reino Unido. Se debe a la fundación de la Orden de Orange en 1796 con el fin de contrarrestar el creciente nacionalismo irlandés. Su nombre rinde tributo a Guillermo III de Orange de origen neerlandés, que venció al rey católico Jacobo II de Inglaterra en la batalla del Boyne.

### Israel
En Israel este color es empleado por los que se oponen a la expulsión de los colonos israelíes de Gaza y de otros lugares del exterior del territorio del país y la consiguiente destrucción de los asentamientos por parte del gobierno.

### México
En México el partido político llamado Convergencia actualmente conocido con el nombre «Movimiento Ciudadano» usa el color naranja en su bandera, pero su ideología es ligeramente de centro-izquierda.

### Países Bajos

Bandera de la revolución de los Países Bajos durante la guerra de los ochenta años.

En los Países Bajos el naranja está vinculado al ala conservadora y a los partidos monárquicos, ya que Orange es el nombre de la Casa real neerlandesa y la asociación nacional. Globalmente, el color naranja concuerda en lo conservador, pero no en lo monárquico. Siendo el blanco el más empleado por los defensores de la monarquía.

### Perú
En Perú, Alberto Fujimori usaba el color naranja en sus campañas electorales en la última década del siglo XX. Este color está asociado al fujimorismo, movimiento político que apoya las reformas que hizo este gobernante.
Actualmente el fujimorismo se encuentra agrupado en el partido Fuerza Popular, dirigido por la hija de Alberto Fujimori, Keiko Fujimori, e identificado con el color naranja.

### Portugal
En Portugal existe otro partido que emplea el naranja como color oficial de su partido. Es el Partido Socialdemócrata, que a pesar de su nombre es de ideología conservadora o liberal-conservadora.

### Puerto Rico
En Puerto Rico el Partido Puertorriqueños por Puerto Rico es usualmente representado mediante el uso del color naranja, esto fue así luego de un intenso debate en la base del partido puesto que no se quería caer en la misma efimeridad que los otros tres partidos tradicionales, rojo, azul y verde, pero los miembros al ver la necesidad de ser fácilmente identificados escogieron un color representativo de la juventud.

### Reino Unido
Es el color del histórico Partido Liberal del Reino Unido que fue uno de los dos partidos políticos británicos más grandes desde el siglo XIX hasta la década de 1920. A partir de entonces y hasta su fusión con el Partido Social Demócrata en 1988 fue el tercero en importancia. Era heredero de los Whigs que usaban el color naranja desde el siglo XVII.

### República Checa
El Partido Socialdemócrata Checo sigue una línea similar al del Partido Popular de España aunque en este caso desde un partido de izquierdas y, al contrario que este partido, éste sí cambió su color de forma definitiva. Sus colores eran el rojo junto al verde (colores de la flor rosa socialdemócrata). Se tornaron naranjas por la revolución naranja ucraniana en 2006.

### Sudáfrica

Bandera del Partido Nacional de Sudáfrica hasta 1993.

En Sudáfrica el color naranja representa al partido conservador afrikáner Partido Nacional, seguramente debido a su pasado neerlandés y la relación de este color con el conservadurismo y monarquismo de los Países Bajos. Los afrikáneres son en su mayoría descendientes de los colonos neerlandeses que emigraron a Sudáfrica en el siglo XIX. Sus políticas racistas —la más conocida de ellas fue el apartheid— perduraron hasta los años 1990.

### Suiza
De forma similar al Partido Pirata de Alemania, el Partido Pirata de Suiza emplea también el naranja.

### Venezuela
El naranja o anaranjado es utilizado de manera homogénea por partidos centroizquierdistas.
- MAS (Movimiento Al Socialismo) partido socialista democrático fue el primero en utilizarlo en el siglo XX.
- Voluntad Popular, partido progresista, lo asumió como suyo debido a que era el color de su movimiento originario Redes Populares.
- Avanzada Progresista, de socialismo democrático, lo utiliza junto al azul.

## Negro
El negro se asocia políticamente a dos ideologías opuestas: el anarquismo y el fascismo. El color negro de las sotanas de los sacerdotes y del hábito religioso de algunas órdenes religiosas (dominicos y jesuitas) lo hace también asociarlo al clero y por extensión al Antiguo Régimen y a la Reacción.

### Anarquismo

Bandera negra con el símbolo anarquista.

Bandera de la Confederación Nacional del Trabajo (o CNT) de España.

El color negro ha sido asociado con la anarquía desde finales del siglo XIX. Muchos grupos anarquistas contienen la palabra «negro» en sus nombres. La uniformidad de la oscuridad en la bandera simboliza la tierra fértil (negra) representando la vida, y la pureza del ideal ácrata (el color negro no se ensucia). Del mismo modo, representa el internacionalismo en que éste reniega de cualquier tipo de límites. Una simple bandera negra es casi como una antibandera (las banderas coloridas representan, generalmente, símbolos de naciones). Adicionalmente, una bandera blanca es el símbolo de rendición ante una fuerza superior, por lo tanto, una bandera negra puede ser vista con el significado contrario: rebelión, resistencia o insumisión.
En Rusia, el Ejército Negro o Ejército Revolucionario Insurreccional de Ucrania fue un grupo armado de anarquistas que, en un comienzo, combatieron junto al Ejército Rojo durante la guerra civil rusa. Tras la división de los bolcheviques y los anarquistas, el Ejército Negro lucharía contra el Ejército Rojo desde entonces. Finalmente, fue derrotado en 1921, sobreviviendo una guerrilla makhnovista (de Makhno, uno de sus más brillantes dirigentes) que lucharía hasta 1924.
El negro también utilizado por los diversos movimientos anarquistas, es utilizado para combinarlo con otro segundo simbolizando una rama anarquista:
- Roja y negra: anarcosindicalismo/anarcocomunismo.
- Púrpura y negra: anarcofeminismo.
- Verde y negra: anarcoecologismo/anarcoprimitivismo.
- Blanca y negra: anarcopacifismo.
- Amarilla y negra: anarcocapitalismo.

Bandera rojinegra del anarcosindicalismo/anarcocomunismo.
Bandera del anarcofeminismo.
Bandera del anarcoecologismo.

Bandera del anarcopacifismo.
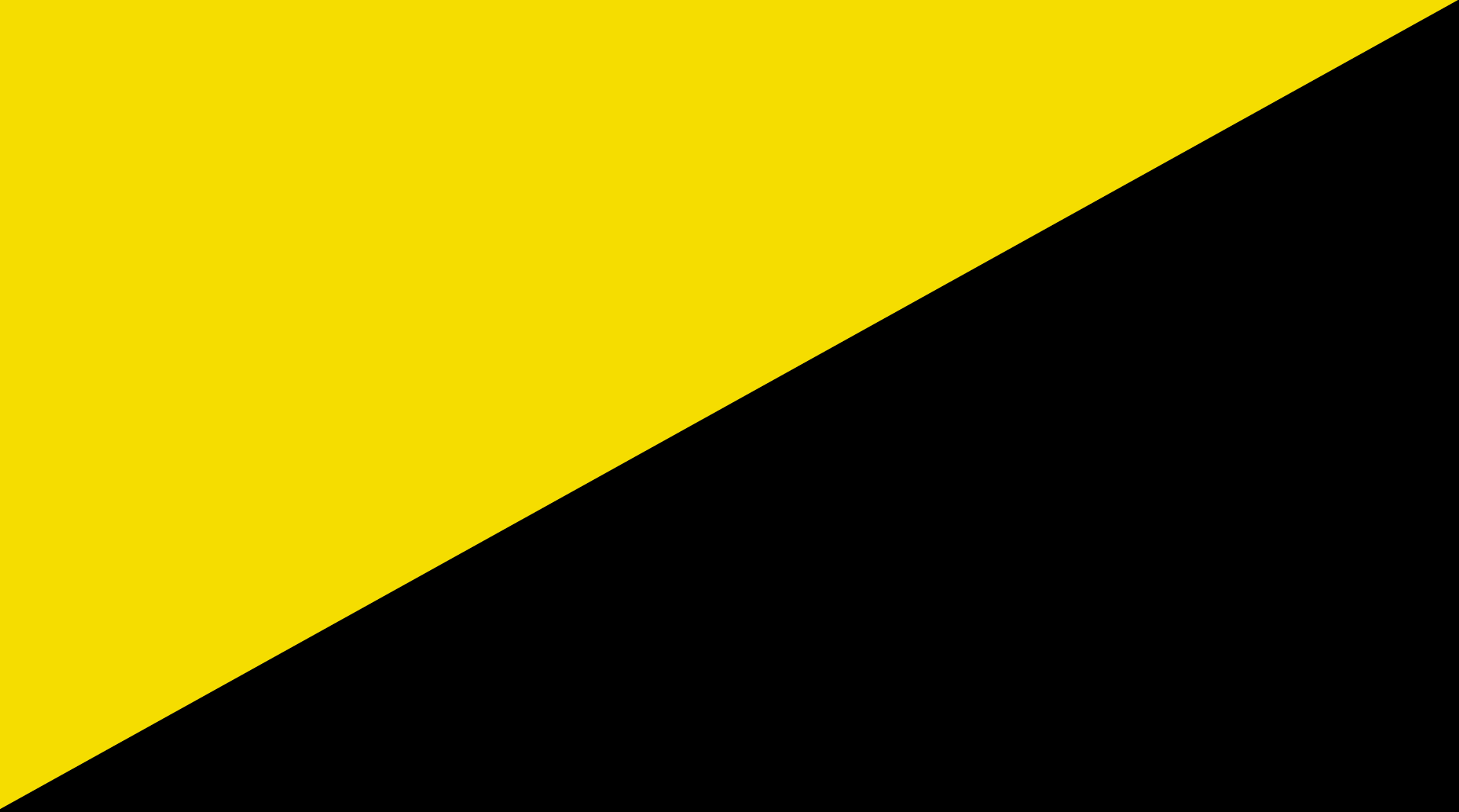
Bandera del anarcocapitalismo.

### Fascismo

Bandera del Partido Nacional Fascista.

Se asocia políticamente con el fascismo por las camisas negras que vestían los fascistas italianos. El nazismo, en cambio, optó por pragmatismo por el color pardo en las camisas pardas de las SA, aunque las SS usaban el color negro. En España lo imitaron en los años treinta los camisas negras encuadrados paramilitarmente en las Juventudes de Acción Popular JAP (liderados por Ramón Ruiz Alonso y asociados con la CEDA, la principal fuerza de derechas). También hubo blackshirts en Inglaterra y camisas negras en Finlandia, en ambos casos de orientación fascista.
Sin embargo, los primeros que comenzaron a vestir las camisas negras (en italiano camicie nere) fueron los Arditi (Associazione Nazionale Arditi d'Italia ANAI) creada por Mario Carli. Era un grupo ultranacionalista, pero que no era fascista —aún no existía el fascismo— y su nombre fue tomado de una unidad especial italiana creada en la Primera Guerra Mundial que fue comandada por Giuseppe Bassi. Se encargaron de la anexión de Fiume a Italia organizada por Gabriele D'Annunzio. Mussolini, atraído por la violencia del grupo paramilitar, crearía las Fasci di combattimento a semejanza de los Arditi para frenar el denominado bienio rojo italiano (1919-1920), tras lo cual, muchos arditi se acabarían uniendo al fascismo. Tras la fundación del Partido Nacional Fascista se creó en 1923 la milicia voluntaria para la seguridad nacional (Milizia Volontaria per la Sicurezza Nazionale o MSVN), que se convertiría en la policía y el servicio de espionaje fascista.
Un buen ejemplo de las confusiones y malinterpretaciones entre colores políticos y otros colores con un significado diferente —que pueden representar bien un sentimiento, una emoción o cualquier otra cosa— es lo ocurrido con La camisa negra, una canción de amor del cantante Juanes, en la que alude al negro como un color de pena o tristeza. Fue malinterpretada por los fascistas italianos que, al parecer, hacían el saludo romano cuando sonaba esta canción en las discotecas; también equivocadamente, diversos grupos antifascistas pidieron el boicoteo de la canción considerando a su autor e intérprete como fascista.

### Neofascismo
El negro siguió estando asociado a partidos neofascistas posteriores a la Segunda Guerra Mundial, ejemplo de ello los ultraderechistas Movimiento Social Italiano, el húngaro Jobbik y el griego Amanecer Dorado.

### Rusia

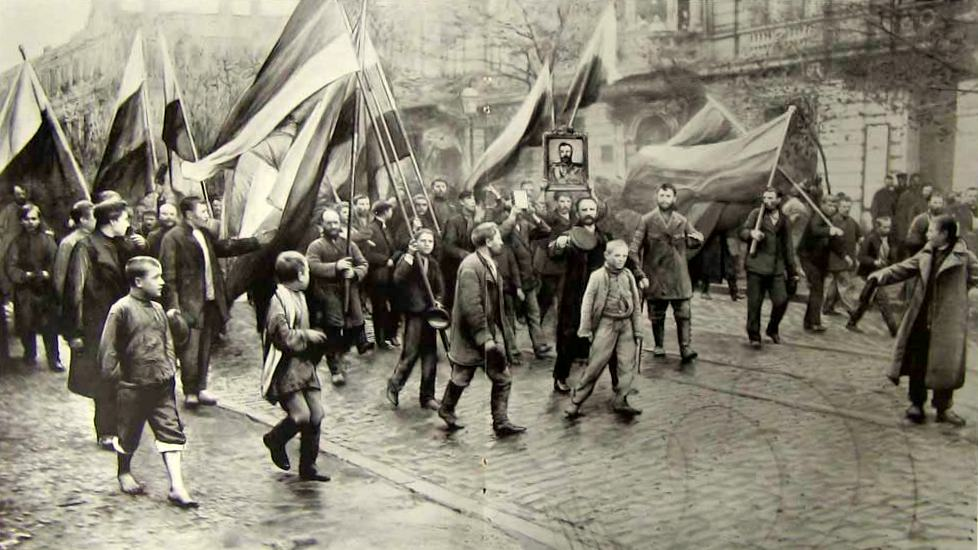
Miembros de las centurias negras desfilando durante la revolución de 1905.

En Rusia existió lo que se conoce como Centurias Negras. Fue una organización ultraconservadora y reaccionaria que se opuso a los cambios radicales de la revolución de 1905 y la revolución de 1917. Sus miembros provenían de todas las clases sociales, principalmente del clero, clase terrateniente y funcionarios del gobierno.
El propio zarato veía con buenos ojos a esta organización a la que llegó incluso a brindar apoyo económico. Emprendieron asimismo acciones antisemitas, efectuando pogromos contra la población judía, así como ataques a estudiantes, intelectuales y librepensadores, entre otros, hasta que los bolcheviques los apresaron, aunque durante el gobierno provisional de Kérenski acabarían siendo liberados.

### Excepciones
En Alemania y Austria el negro es utilizado por los partidos democristianos, que normalmente emplean el azul o el naranja en otros países. Del mismo modo que por algunos grupos islamistas, como por ejemplo Al Qaeda y Estado Islámico, usan el negro como color político.
En Venezuela, el color negro junto con el amarillo representan al partido Primero Justicia. Algunos partidos de izquierda utilizan el negro usualmente al lado de otro color; el Frente Sandinista de Liberación Nacional lo usa al lado del rojo; el Frente Amplio al lado del amarillo.

## Rojo

Bandera roja de la Unión Soviética.

El rojo se asocia a la revolución. El origen parece estar en la Revolución francesa. En 1791 se izó la bandera roja (signo de proclamación del estado de sitio y orden para la dispersión de cualquier manifestación) en París con la finalidad de reprimir las manifestaciones contra el Rey Luis XVI, en las que se produjeron algunos muertos. Los manifestantes adoptaron la bandera roja como propia en recuerdo de los mártires convirtiéndola en una bandera revolucionaria.
En 1871 en la revuelta de la Comuna de París de nuevo se utilizó la bandera roja. Fue adoptada a lo largo del siglo XIX por el movimiento obrero fundamentalmente el de orientación marxista (socialista). La victoria del partido bolchevique en la Revolución de octubre de 1917 convirtió a Rusia en el primer país donde se pretendió establecer un sistema comunista, identificando a la Unión Soviética como al leninismo, y posteriormente al estalinismo con el color rojo, elegido como color de su bandera junto al símbolo de la hoz y el martillo. De este modo, en el resto del mundo sería usado por los partidos socialistas, comunistas e incluso por los socialdemócratas.

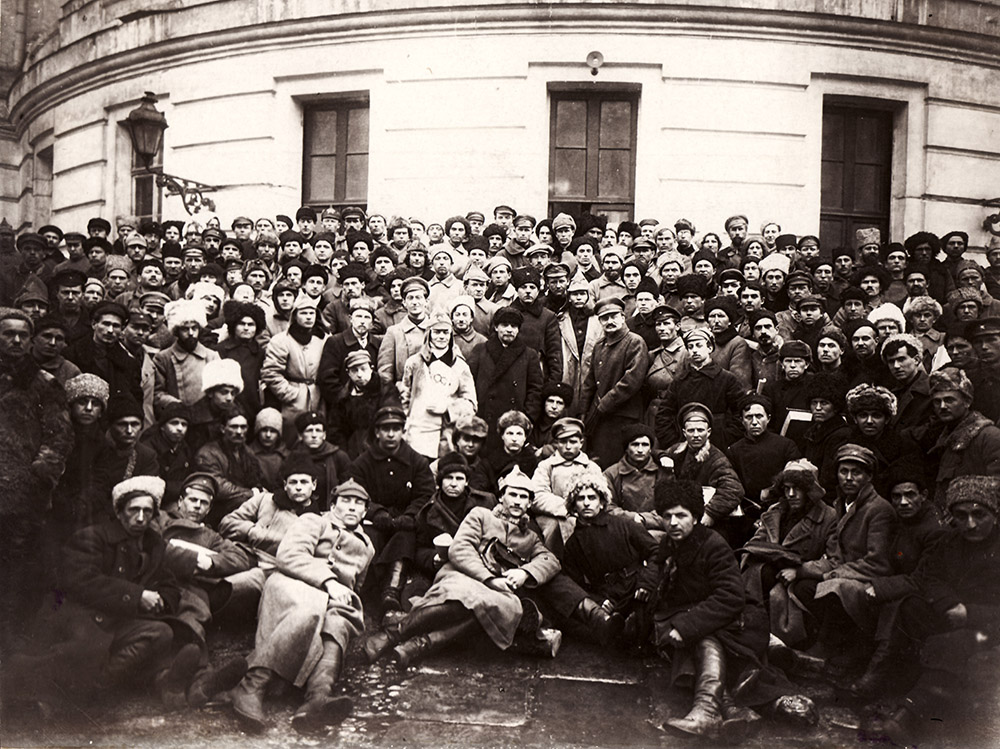
Lenin y Trotski junto a un grupo de soldados del Ejército Rojo.

Este color impregnó todo el nomenclátor, los lemas y la simbología de los países del bloque comunista en el Este de Europa, en China, Corea del Norte, Vietnam, Cuba y otros países de influencia soviética, que lo emplearon como principal seña de identidad y propaganda, lo que en alguna ocasión podía incluso entrar en conflicto con los colores corporativos en las empresas capitalistas, como se ridiculiza en la película Uno, dos, tres, de Billy Wilder, del año 1961, ambientada en el Berlín de la Guerra fría, Algunos ejemplos son la Plaza roja de Moscú, en este caso, simplemente se acentuó o se amplió el significado, por mera coincidencia, ya que el nombre lo tenía antes de la llegada del comunismo, el Ejército Rojo, la Guardia Roja y el Pequeño Libro Rojo de Mao Zedong.

### Camisas rojas
A mediados del siglo XIX, Giuseppe Garibaldi formó la «Legión italiana» que vestía camisas rojas, y que lucharía primero en Uruguay hasta garantizar su independencia frente a Argentina y Brasil, y años después en la Expedición de los Mil en el sur de Italia con el fin de unificar el país.
En la actual Pakistán, en lo que era antes una provincia nororiental de la antigua India, Pashtunistán, en los años 30 del siglo XX hubo un «Movimiento de camisas rojas» que utilizaban la resistencia no violenta de igual modo que Mahatma Gandhi. Abdul Ghaffar Khan fue el fundador de dicho movimiento.

### América Latina
El rojo ha sido en diversos países de Latinoamérica asociado con los liberales, como es el caso del Partido Liberal de Colombia (hoy socialdemócrata, pero originalmente liberal clásico), el Partido Liberal de Honduras, el Partido Liberal Constitucionalista de Nicaragua y el Partido Civil de Costa Rica, entre otros.

#### Argentina
En la historia argentina, el rojo se solía asociar al Partido Federal, uno de los que lucharon por el predominio político a lo largo del siglo XIX; era un partido popular, de carácter vagamente conservador y propugnaba el federalismo en Argentina frente al unitarismo.

#### Partido colorado
En Paraguay y Uruguay existen partidos denominados «colorados», que utilizan el color rojo y que, al contrario de lo usual no representan posiciones de izquierda. En el caso del Partido Colorado de Paraguay es conservador y en el caso del Partido Colorado de Uruguay es un partido transversal que se posiciona en el conservadurismo y en la socialdemocracia al mismo tiempo.

Bandera del Partido Colorado de Paraguay.
Bandera del Partido Colorado de Uruguay.

### Estados Unidos de América
El Partido Republicano de los Estados Unidos utiliza el color rojo. Su posición más a la izquierda o la derecha del Partido Demócrata de los Estados Unidos ha variado históricamente, siendo considerado en la actualidad el principal partido conservador.

## Rosa

Logo de Feministiskt initiativ.

El rosa o magenta ha sido un color asociado al movimiento LGBTI desde los años 1970, cuando comenzó el movimiento de visibilización de la diversidad sexual. Fue tomado como resignificación del triángulo rosa utilizado por los nazis para identificar a los hombres homosexuales.
En la actualidad el rosa sigue siendo un color asociado a la simbología LGBT, aunque la bandera arcoíris ha ganado popularidad como un símbolo que representa la diversidad. En Suecia, sin embargo, representa a un partido feministaː Iniciativa feminista, en lugar del violeta.

El triángulo rosa fue utilizado para marcar a los homosexuales durante la Alemania nazi.

### Alternativa al rojo
Este color es asociado en algunos países a los partidos socialdemócratas, como en Francia y en Portugal, debido a que en estos países hay muchos partidos de ideología similar, desde el socialismo hasta el comunismo usando todos el mismo color. Debido a esto, los partidos socialdemócratas prefieren el rosa como color diferenciador y para dar una apariencia menos agresiva que el rojo. Además, con esto tratan de aparentar al mismo tiempo que estos partidos son más moderados y centristas que los otros.

### Alternativa al amarillo liberal
Algunos partidos liberales en Europa usan el rosa en lugar del amarillo, como es el caso del Partido Social Liberal de Dinamarca o NEOS – La Nueva Austria y Foro Liberal de Austria.

### España
En España, el partido transversal y regeneracionista Unión Progreso y Democracia usaba el color magenta. Actualmente el fucsia es utilizado por el partido de izquierda Sumar.

## Verde

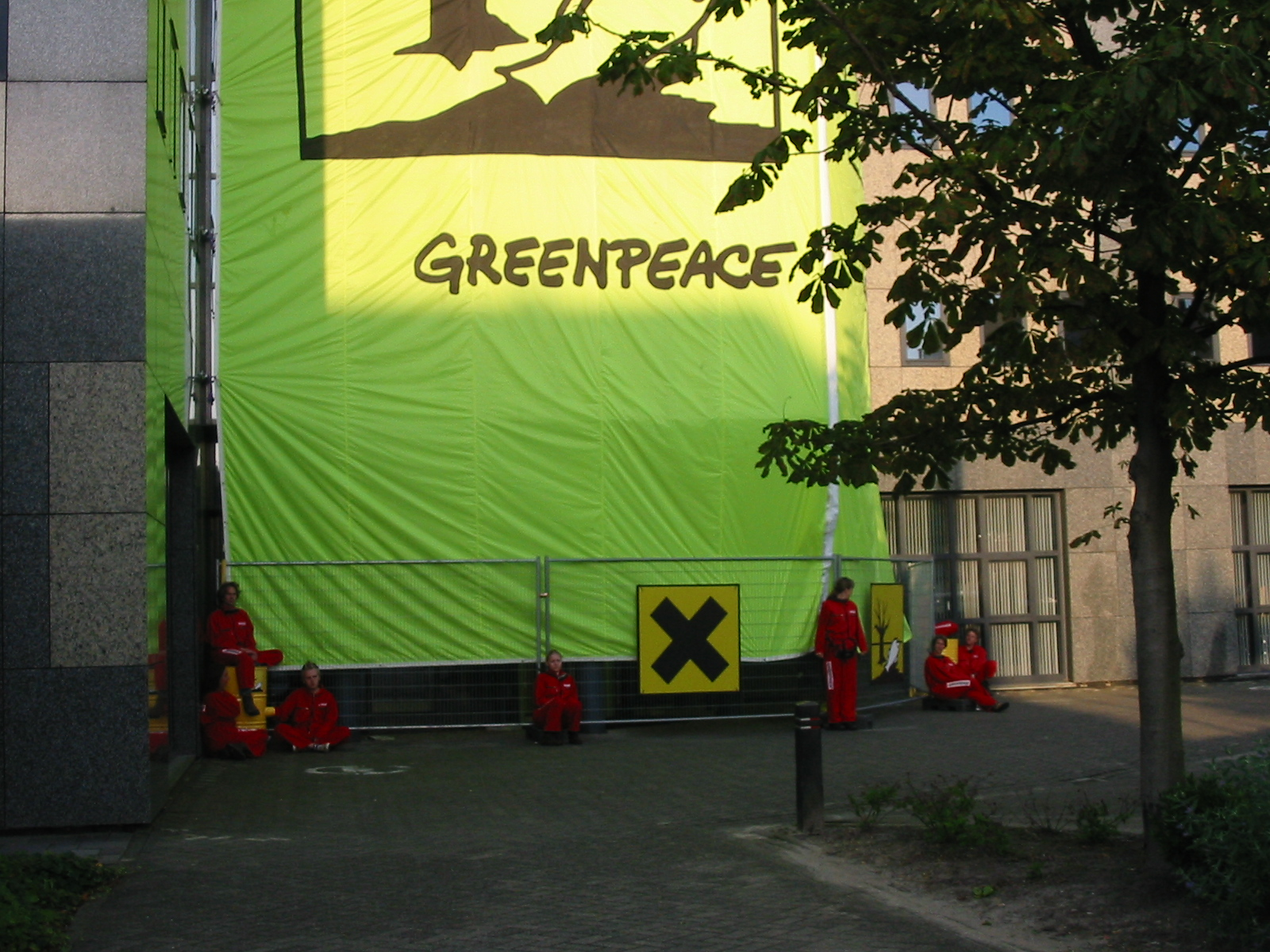
Pancarta de Greenpeace.

El verde, debido al predominio de este color en las plantas por la presencia de clorofila, se asocia al movimiento ecologista. Por ejemplo, una de las principales organizaciones mundiales ecologistas y pacifistas se denomina Greenpeace ("paz verde") Y al partido Liberación Nacional de Costa Rica. Existen multitud de partidos ecologistas en el mundo y unánimemente usan este color. El verde también es utilizado por movimientos agrarios en todo el mundo.
En cambio, el uso de camisas verdes fue propio de dos movimientos cercanos al fascismo de los años treinta: la Guardia de Hierro en Rumanía y el Integralismo brasileño.

### Argentina
Es asociado al partido Proyecto Sur, partido liderado por el cineasta Pino Solanas. Es también el color sindical peronista desde la década de 1950. Como también es el color de la Campaña Nacional por el Derecho al Aborto Legal Seguro y Gratuito.

### Canadá
En Canadá y Quebec, el verde era el color de los Social Crediters y del Partido Reformista de Canadá en 1987, ambos partidos de derechas.

### Colombia
En 2009 fue creado el Partido Verde (Colombia) como una coalición de varios sectores independientes de centro y centro-derecha.

### Costa Rica

Bandera del Partido Liberación Nacional de Costa Rica.

En Costa Rica el verde es el color característico del Partido Liberación Nacional, uno de los mayores del país, cuya bandera es verde y blanca. El PLN es un partido que se define socialdemócrata, pero no utiliza el rojo como es usual en los partidos socialdemócratas o socialistas aunque sí utiliza de vez en cuando el rosa. Como elemento de identificación, los liberacionistas usan con frecuencia ropa de color verde (de forma similar a como los pacsistas usan ropa amarilla, los libertarios roja, etc.) y por eso se les ha llamado coloquialmente «pericos». Según la página oficial del PLN, los colores simbolizan lo siguiente: el verde la esperanza, y el blanco la paz. El color verde como símbolo del Partido Liberación Nacional no tiene relación con el ecologismo, pues dicho partido nunca ha sido un partido verde, e incluso en ocasiones sus candidatos y presidentes han estado a favor de la explotación petrolera y minería a cielo abierto, entre otras medidas criticadas por grupos ecologistas.

### Ecuador
En este país andino, la fuerza política Alianza PAIS, movimiento con la ideología del socialismo, tiene como color de referencia el verde.

### España

Logotipo de VOX.

Durante el Trienio Liberal en España muchos liberales portaban en sus sombreros unos lazos verdes donde se podía leer: «Constitución o Muerte».
Se asociaba también a la monarquía, ya que durante las dos repúblicas españolas los carlistas, cedistas y demás monárquicos gritaban ¡VERDE! (acrónimo de Viva El Rey De España) y desde entonces se ha asociado el color verde a la monarquía española. Además, durante el franquismo los monárquicos españoles portaban en la solapa un lazo verde para identificarse entre ellos. Actualmente, tal asociación ha caído en desuso.[cita requerida]
El lazo verde ha tenido distintos significados en España, como el apoyo a los presos de ETA (como respuesta al lazo azul utilizado en 1993, e influido por el lazo verde de los republicanos irlandeses) o la reclamación de acciones contra el cambio climático.
En España, el partido EQUO, que defiende la ecología política y progresista, utiliza el color verde como imagen de referencia, desde su fundación en 2010.
También el Partido Animalista Con el Medio Ambiente, que lucha por los derechos de los animales, el medio ambiente y la justicia social, tiene el color verde en su imagen desde su fundación en el año 2012.
Actualmente, el partido político VOX utiliza también el color verde.

### Grecia
En Grecia el verde es el color del partido socialdemócrata Movimiento Socialista Panhelénico (PASOK).

### Imperio bizantino
Los verdes o prasinoi (color que distinguía a uno de los cuatro equipos de las carreras de cuadrigas) eran el ala opuesta a la postura azul y apoyaba el monofisismo. Principalmente eran los bizantinos que pertenecían a las provincias orientales y del sur (Egipto, Siria, etc.) y eran comerciantes, promotores de la industria y también los que pertenecían al funcionariado civil. Recibieron el apoyo del emperador Anastasio durante su gobierno.

### Irlanda

Bandera de Irlanda.

El verde es el color representativo del nacionalismo irlandés. Proviene del trébol, usado por San Patricio en la evangelización de Irlanda en el siglo V d. C. con el fin de explicar el misterio de la Santísima Trinidad a los habitantes de la isla. El verde aparece en la bandera irlandesa y representa a los católicos del país y la franja naranja a los protestantes. Hay entre ambas una franja blanca que representa la paz que llegará al país. Fue utilizada por primera vez en 1848 durante la revuelta de la Joven Irlanda.

### Islam

Bandera de Arabia Saudí.

El verde es asociado con frecuencia a la identidad musulmana, hecho que proviene de la creencia de que el verde era el color favorito de Mahoma. Sin embargo, el islam no tiene un color representativo. Se han utilizado indistintamente los colores rojo, blanco, verde y negro —denominados «colores panárabes»— en muchas naciones u organizaciones del mundo musulmán. Como demuestra el rojo que usaron los jariyíes, el blanco del califato omeya, el verde de los chiitas y el califato Fatimí, y el negro del califato Abasí, además de otros países y organizaciones islámicas que a lo largo de la historia han usado los colores panárabes.
Sin embargo, el más empleado es el verde, y de ahí la falsa creencia de que el verde es el color del islam, ya que es usado en banderas y estandartes de varios estados, organizaciones y grupos islámicos, que van desde Arabia Saudí hasta la organización palestina Hamás.

### Italia
En Italia, durante el Risorgimento, se utilizó un acrónimo semejante al «V.E.R.D.E.» español: «V.E.R.D.I.», que quería decir «Vittorio Emmanuelle Re d'Italia». Así, el grito «¡Viva Verdi!» podía no referirse al conocido compositor.

### Perú
El Partido Popular Cristiano, tradicional partido de derecha fundado en 1966 utiliza el color verde. Es uno de los partidos más importantes del país y con más arraigo en una parte de la población peruana. También es utilizado, aunque mezclado con amarillo, por el partido Perú Posible, del expresidente Alejandro Toledo.

### Reino Unido

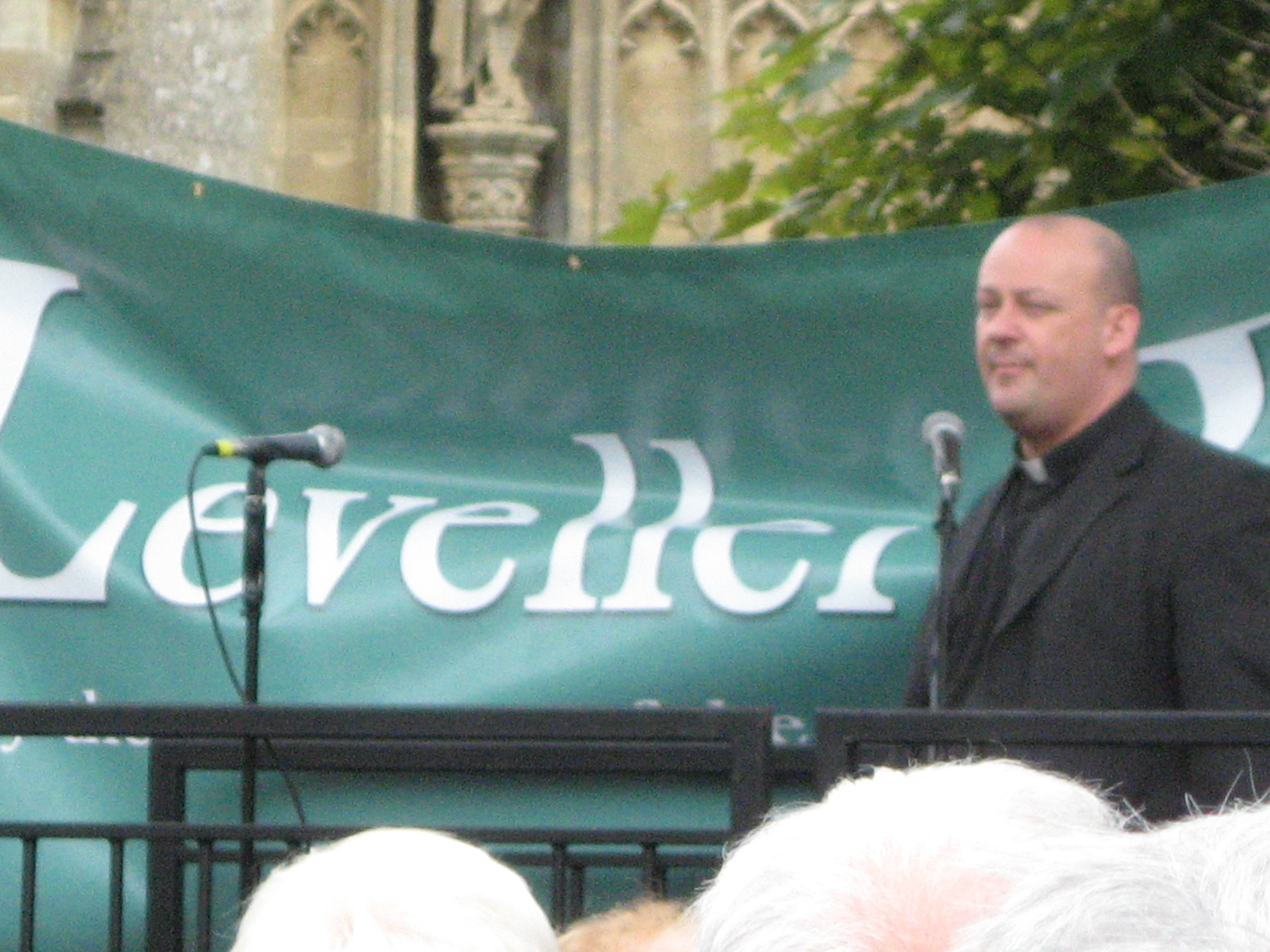
Giles Fraser dando un discurso en el día de los niveladores (Levellers day).

El verde azulado o verde marino (en inglés: sea green) era el color de los miembros del grupo de los Niveladores o en inglés the levellers en el siglo XVII, por esta razón se asocia, en ocasiones, con el liberalismo libertario. Los niveladores eran un movimiento político que propugnaban el sufragio, la igualdad ante la ley y la tolerancia religiosa en plena guerra civil inglesa. Se identificaban entre ellos con un lazo de color verde azulado.

### Rusia
Durante la guerra civil rusa, el ejército verde participó como elemento nacionalista ruso luchando en ambos bandos: los rojiverdes fueron quienes se unieron a las filas del ejército rojo, y los blanquiverdes, los que se unieron al ejército blanco. Empleaban este color como elemento nacional porque el color del antiguo uniforme del ejército ruso era verde.

### Sudáfrica

Bandera del African National Congress (Congreso Nacional Africano).

En Sudáfrica, el verde representa a los movimientos nacionales de liberación contra el apartheid del gobierno hasta su derogación en 1992, en contraposición al naranja de los afrikáneres del Partido Nacional. Por ello, es usado por muchos partidos políticos de variada ideología del país, como el socialdemócrata Congreso Nacional Africano, el Partido Demócrata Cristiano Unido, el marxista y nacionalista Convención del Pueblo Africano, el nacionalista negro Congreso Panafricanista de Azania y por los marxistas de los Luchadores por la Libertad Económica.

### Taiwán
En Taiwán la Coalición pan-verde es una alianza de partidos favorables a la independencia de Taiwán respecto de China. El color proviene del Partido Democrático Progresista que emplea el verde por su vínculo con el movimiento ecologista. Se oponen a la Coalición pan-azul que busca la reunificación con China.

### Venezuela
El verde se utiliza en Venezuela para identificar al partido socialcristiano COPEI. También otros partidos lo usan combinado con otros colores, tal es el caso de Convergencia que lo usa junto con el amarllo y el rojo, así como La Causa R, que usa el verde chartreuse combinado con azul celeste.

## Violeta

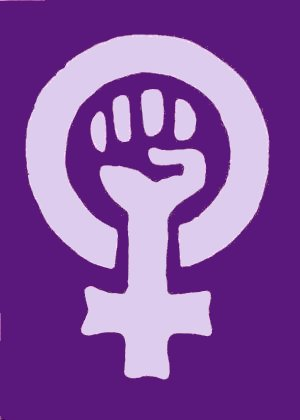
Símbolo del feminismo usado en Alemania desde los años 1970.

El violeta, morado o lila, es considerado el color del feminismo. No se sabe con certeza la causa del uso de este color, pero es posible que se adoptara en honor a las 129 mujeres que murieron en una fábrica textil de Estados Unidos en 1908, cuando el patrono por la huelga de las trabajadoras, prendiera fuego a la empresa con todas las mujeres dentro, que pudo ser, a su vez, el origen del 8 de marzo como Día Internacional de la Mujer. Se cuenta, que las telas que confeccionaban las mujeres eran de color violeta y el humo que salía de la fábrica al quemarse era de este mismo color, de esa forma pasaría el color violeta a la simbología del feminismo. Sin embargo, este hecho no está constatado y se considera una leyenda. También pudo ser este color, junto al blanco y al verde, el color de las sufragistas inglesas, que propugnaban el sufragio universal a finales del siglo XIX y principios del XX.
En Bélgica y los Países Bajos a los gobiernos formados por una alianza de socialdemócratas (que emplean el rojo en estos países) y partidos liberales (que emplean el azul) y que son llamados «gobiernos púrpura». Esto se debe a que la mezcla de rojo y azul da como resultado este color.
En Estados Unidos los estados donde los republicanos (rojo) y los demócratas (azul) tienen un apoyo similar son denominados purple state (estado púrpura).
También es empleado por los Partidos Pirata, siendo el primero el Piratpartiet sueco fundado en 2006. El color sería empleado para el resto de partidos pirata creados en otros países, exceptuando el Partido Pirata Alemán y el Partido Pirata de Suiza que usan el naranja. Propugna la reforma de las leyes de propiedad intelectual e industrial, incluyendo el copyright y las patentes.

Pancarta de una coalición púrpura en los Países Bajos.
Mapa electoral de Estados Unidos que muestra los estados púrpura y son los que han cambiado de partido al menos dos veces en las últimas cuatro elecciones (de 1996 a 2008).
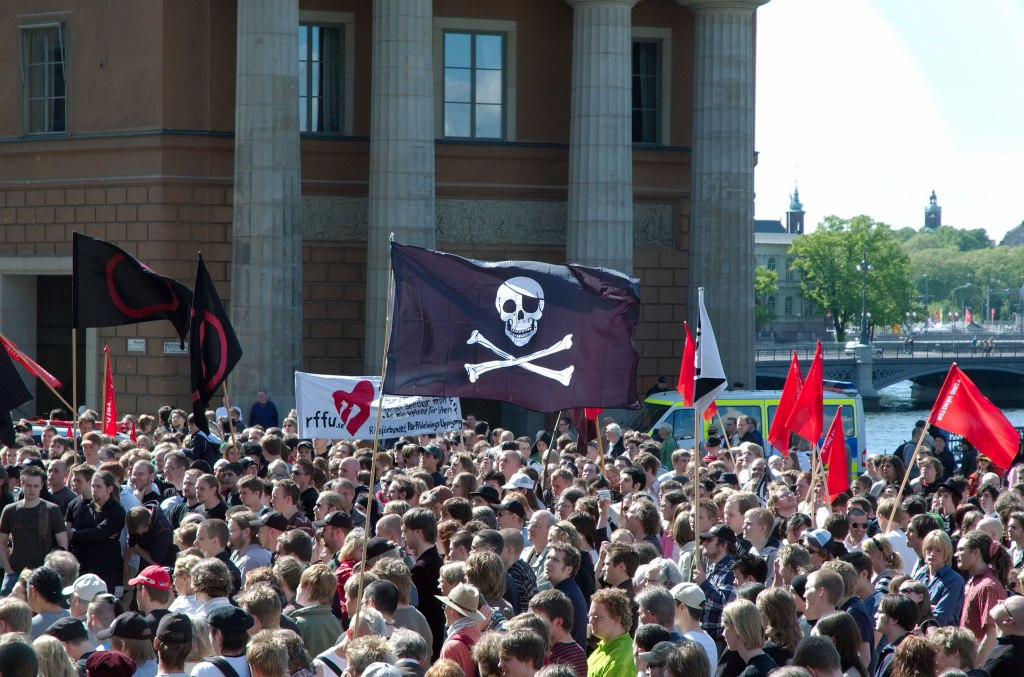
Bandera pirata en color violeta en una manifestación en la ciudad de Estocolmo.

### Argentina
El partido gobernante desde 2023 La Libertad Avanza se identifica con ese color. No obstante, el morado se identifica con los ideales de la Reforma Universitaria y es empleado por agrupaciones estudiantiles universitarias como Franja Morada (adherente a la Unión Cívica Radical) y el Movimiento Nacional Reformista (de tendencia socialdemócrata).

### Costa Rica
El púrpura fue escogido por el partido Unidos Podemos para su bandera, probablemente para continuar la asociación con la coalición española del mismo nombre, aunque el UP costarricense es un partido liberal de centroderecha y no de izquierda como la formación ibérica.

### España

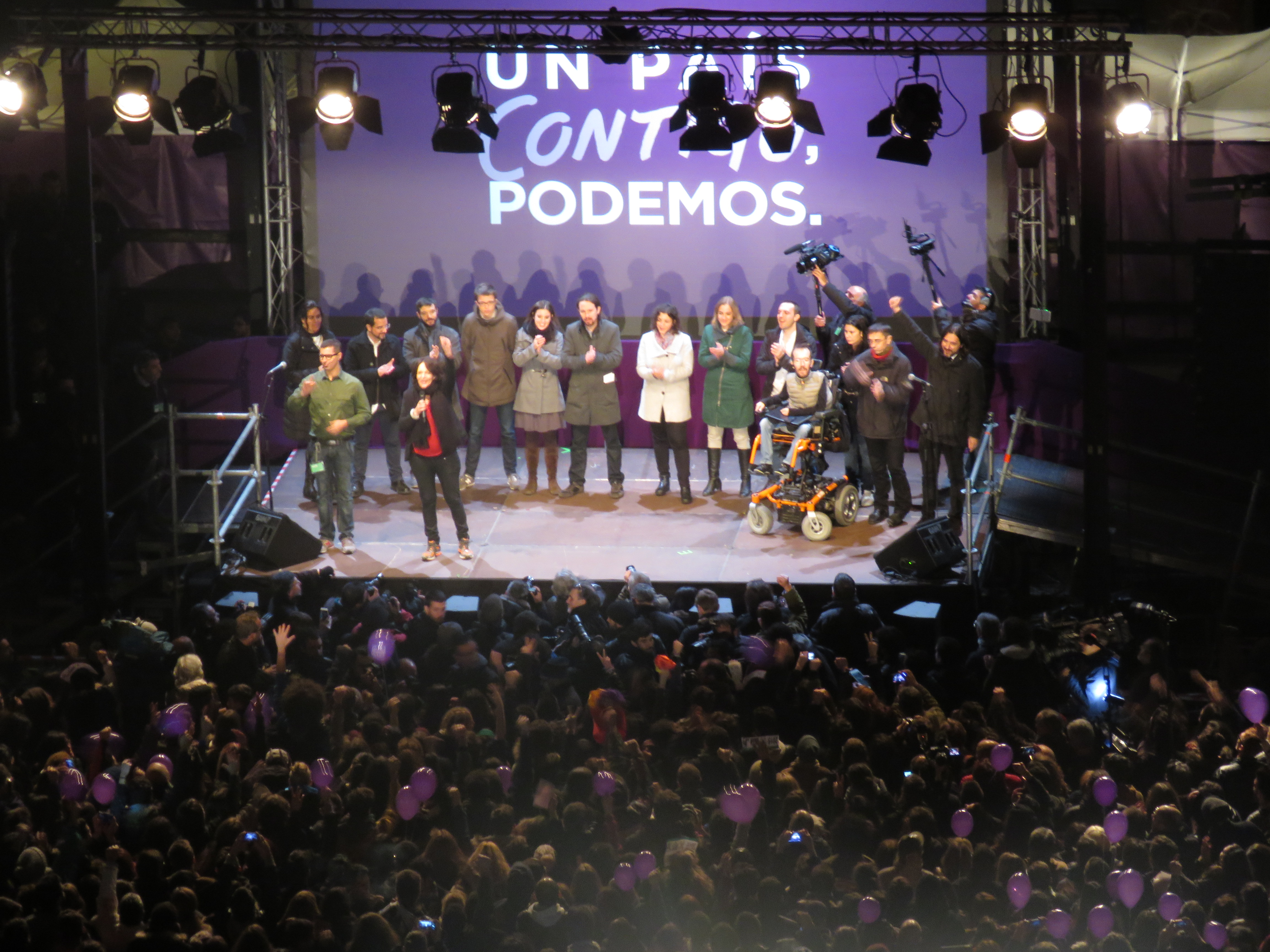
Mitin de Podemos.

El violeta fue empleado en España en el siglo XIX por una sociedad masónica de ideología liberal llamada «Sociedad de los Caballeros Comuneros», en honor a los comuneros de Castilla del siglo XVI, aunque en realidad los comuneros originales usaron el rojo carmesí. En el trienio liberal después del golpe de Riego y el triunfo de la causa liberal, se decidió que la Milicia Nacional usara enseñas moradas, esto hizo que se identificara el liberalismo social con este color, aunque poco después se volvió a la enseña nacional aunque con las tres fajas de igual anchura.
También influiría el supuesto color violeta de los comuneros en la Segunda República Española, que lo adoptaría cambiando la última faja roja de la bandera por una de este mismo color. Actualmente es usado por el partido político de izquierda Podemos e Izquierda castellana. La mayoría de partidos políticos que integran Unidas Podemos usan actualmente el color morado.

### Taiwán
En Taiwán la Coalición pan-púrpura es una alianza de asociaciones sociales que está en contra de la Coalición pan-azul y la pan-verde y los acusa de causar división en la sociedad taiwanesa. Propugna el principio de progresividad tributaria, un sistema de seguridad social, una reforma en educación; y por la igualdad social y de género.

### Uruguay
En Uruguay, el Partido Independiente utiliza violeta, para distinguirse de los principales partidos que utilizan rojo y azul.

### Venezuela
En Venezuela se usa en el partido Movimiento Electoral del Pueblo, aun teniendo ideología socialista.